# 丹尼士三叉戟三型

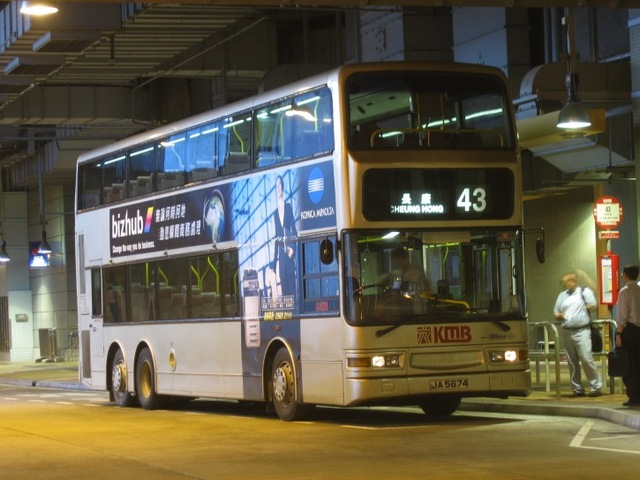
配都普車身的三叉戟巴士，圖中一輛正行走九龍巴士43線

丹尼士三叉戟三型巴士（英語：Dennis Trident 3）又稱丹尼士三叉戟巴士（Dennis Trident），在香港也稱為丹尼士三鋒，是英國丹尼士車廠研發及製造的三軸低地台雙層巴士底盤。於1996年首度亮相的丹尼士三叉戟巴士是全長12米採用三軸設計的版本，從1997年起量產，其後丹尼士車廠為英國本土市場推出縮短為兩軸的丹尼士三叉戟二型。丹尼士車廠的母公司於2001年改組後，三叉戟系列巴士改為以TransBus為廠牌，原本僅稱為「三叉戟」的三軸版三叉戟巴士也改名為「三叉戟三型」。三叉戟三型的產量超過1300輛，大部分都由香港的巴士公司購入，另有小部分服務於英國、加拿大及新加坡。TransBus於2002年推出以三叉戟三型為基礎改進的Enviro 500，本車型也於同年停產並由Enviro 500取代。

## 概要

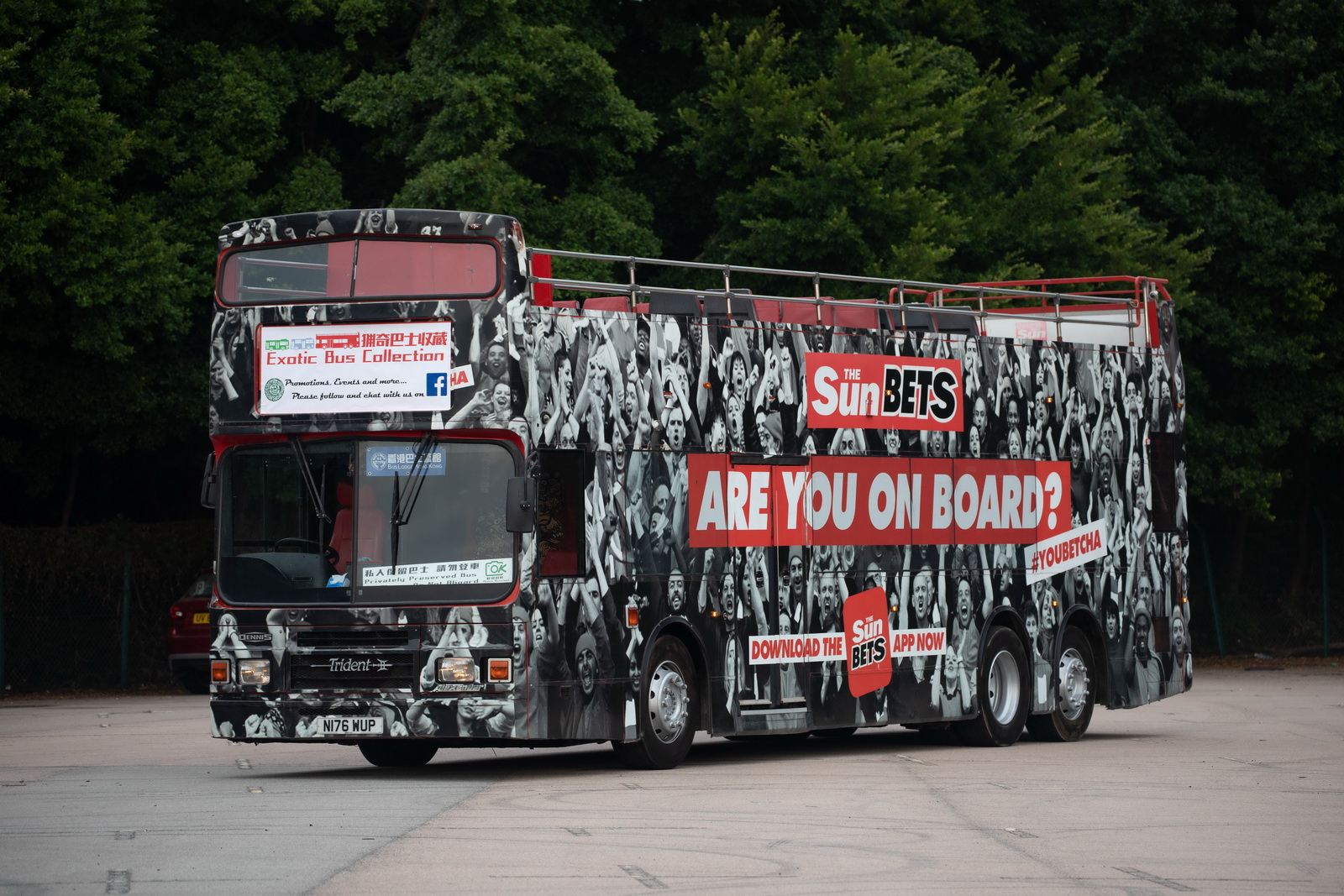
全球首輛丹尼士三叉戟型巴士，頭幅仍採用亞歷山大R型設計，後來售予太陽報作為宣傳巴士

### 開發背景
丹尼士車廠從1982年起為香港市場推出由丹尼士統治者底盤開發的丹尼士巨龍雙層巴士，可是巨龍底盤經過十多年生產後，已沒有進一步改良的空間，而丹尼士車廠有感於低地台巴士漸漸成為巴士市場的發展方向，於是在1990年代初期加緊研發採用低地台設計的新一代巴士底盤。於1993年推出的丹尼士長矛SLF，以及於1995年面世的丹尼士飛鏢SLF單層巴士，都是丹尼士車廠首批實現低地台設計的產品，雖然低地台版本的飛鏢SLF單層巴士在英國的銷售取得成功，在香港也有不錯的銷量，可是香港對高載客量的三軸雙層巴士的需求畢竟較大，衍生自丹尼士統治者的丹尼士巨龍底盤經過十多年生產後，已無法滿足低地台化的市場發展趨勢，丹尼士車廠為保持在遠東地區的市場地位，於是決定研發具有三條車軸的低地台雙層巴士，該款巴士依照丹尼士車廠當時對巴士底盤慣常使用的冷兵器名稱而被命名為三叉戟（Trident）。

### 原型車亮相
首輛三叉戟巴士於1996年面世，取代已生產十多年的丹尼士巨龍。三叉戟底盤採用由亞歷山大車身廠提供的ALX500車身，但第一輛原型車安裝的車身仍保留上一代亞歷山大R型車身的頭幅設計，後來亞歷山大車身廠為三叉戟型底盤開發全新設計的ALX500車身，車頭採用較為圓潤的流線型設計。至於第一輛裝配舊版車身的三叉戟型原型車被丹尼士車廠暫時保留作開發用途，該輛原型車後來被售予英國報章太陽報，並改裝為開頂設計的雙層巴士作為宣傳車。2019年，太陽報將此原型車售予香港買家作私人保留，並於同年10月抵港。
三叉戟巴士在1996年推出時原本只有三車軸的版本，後來丹尼士車廠也決定為英國本土市場推出低地台雙層巴士取代從1995年起生產的飛箭雙層巴士，於是在1998年推出兩車軸的三叉戟二型（Trident 2）低地台雙層巴士。為明確區分三叉戟型的兩軸版本和三軸版本，於是原本稱為三叉戟（Trident）的三軸版本，於2001年命名為三叉戟三型（Trident 3）。

## 設計
丹尼士三叉戟型的設計源自飛箭（Arrow）型巴士，設有兩軸版的丹尼士三叉戟二型及三軸版的三叉戟三型，但兩者的設計各有不同，較先推出的丹尼士三叉戟三型採用縱置引擎設計，引擎散熱水箱安裝於在引擎室右側，而遲一年推出的二型卻採用橫置引擎設計。

### 底盤構造
三叉戟三型是一款低地台雙層巴士底盤，上落車門均不設梯級。以往的丹尼士統治者底盤因為地台較高，可以用底盤支架的空間收藏油箱、風缸、電池等機電設備。三叉戟型因為採用低地台設計，底盤前半部須為一個低矮的平面，前半段底盤支架的高度空間只足夠放置電纜及氣喉管道，電池被置於駕駛座的下方，體積較大的裝置如油箱、風缸等，主要收藏在車廂的樓梯位置，以及驅動軸以後的底盤後段。三叉戟底盤另一個設計重點是引擎散熱水箱的擺放位置，英國早期的後置引擎巴士如利蘭亞特蘭大、丹拿珍寶，都曾經把引擎散熱水箱與引擎擠在車尾的引擎室，但引擎散熱不良長期困擾這些早期的後置引擎巴士（此款巴士初期也有機會發生）。後來，利蘭奧林比安及丹尼士統治者都把散熱水箱置於有助散熱的車頭，有效解決引擎散熱不良的問題。三叉戟底盤因為供乘客上落的車門不設梯級，車頭沒有空間設置散熱水箱，於是散熱水箱需設於車尾的引擎室。
上一代的英國巴士車型如利蘭奧林比安及丹尼士統治者，都為了減少動力系統所佔用的底盤空間，於是都採用橫置式佈局，可是所選用的引擎體積大，引擎橫置於引擎室再加上波箱後，已沒有足夠空間收容散熱水箱，唯有把散熱水箱分置於車頭，避免重蹈英國早期後置引擎巴士散熱不良的覆轍。三叉戟型的設計受惠於引擎技術的進步，三叉戟三型採用的康明斯M11引擎，氣缸容積雖然與丹尼士巨龍使用的康明斯L10引擎相近，但引擎的體積因為技術進步而縮小，即使引擎採用縱向配置也不用擴充引擎室。三叉戟三型的引擎被縱置於車尾引擎室的中央位置，引擎直接連接位於前方的波箱，波箱的前方是傳動軸，傳動軸是跨過尾軸的上方連接尾牙驅動巴士的中軸。引擎散熱水箱位於引擎的右方，引擎室的右側設有大型散熱風扇。引擎室的左方空間主要用於安裝發電機、冷氣泵、排氣過濾器及排氣管等機電設備。為確保散熱效能，因此採用大型散熱水箱設計，但為避免佔用車廂空間而不能擴大引擎室，由於受到引擎室的空間限制，所以引擎散熱水箱是斜放於引擎室內，而散熱風扇則位於散熱水箱的右前方。
以往英國的後置引擎三軸巴士都採用橫置引擎並驅動尾軸，三叉戟三型卻改為常見於歐陸車廠的配置，縱置引擎於車尾並以中軸為驅動軸。三叉戟型的車軸由美國德納公司（Dana）供應，用作驅動軸的中軸採用U形設計，有助降低地台的高度。為簡化尾軸的機械構造，三叉戟三型的尾軸沒有提供可反方向移動的輔助轉向功能。三叉戟三型所有車軸都採用氣墊懸掛，但底盤的平衡系統沿用機械控制，因此在行車的平穩性不及配有主動平衡系統的富豪超級奧林比安。巴士的前軸具有升降功能，可配合斜板供輪椅上落。三叉戟型頭軸採用碟式刹車，中軸及尾軸則採用鼓式剎車，並可配用防鎖死剎車系統（ABS）。

### 動力組合
三叉戟型三型可選配的引擎都是美國康明斯的產品，最初採用康明斯的M11-305E21柴油引擎，馬力為305匹，最高扭力為1250Nm(127kg.m)，達到歐盟二期排放標準。自從歐盟三期排放標準於歐洲落實後，三叉戟三型改用馬力更強的康明斯ISMe-335-30柴油引擎，輸出馬力達335匹，扭力增強至1410Nm(144kg.m)。由於早期生產的三叉戟三型所選用的康明斯M11引擎散熱設計欠佳，導致在香港運作時容易出現過熱水滾，甚至有部分三叉戟型因為引擎過熱而自焚。三叉戟型可採用多款波箱，初期可選配福伊特的DIWA863.3三前速波箱或DIWA864.3四前速波箱，以及ZF的5HP590五前速波箱，到2001年可選用福伊特的D864.3E或ZF的5HP602C全自動波箱。

### 車身
丹尼士三叉戟三型的產量雖然有1300輛，但可配用的車身都是來自兩家位於英國的車身廠，分別是亞歷山大車身廠或都普車身廠，可供選擇的車身不但少於丹尼士三叉戟二型，甚至還不如產量不足千輛的主要競爭對手富豪超級奧林比安，三叉戟三型的車身寬度均為2.5米，也不像富豪超級奧林比安曾裝上2.55米寬的車身。三叉戟三型的首款車身來自亞歷山大車身廠設計的亞歷山大ALX500，首個安裝在三叉戟三型的ALX500仍保留不少前代亞歷山大R型的風格，但後來亞歷山大決定進一步修改，車頭改為流線設計，經過修改後的ALX500車身被用於裝配第二輛三叉戟三型巴士，該車於1997年運抵香港交付九龍巴士測試。三叉戟巴士裝配ALX500車身後的高度為4.38米，雖然較多三叉戟三型巴士裝配ALX500車身，但長度版本只有11.3米和12米。都普車身廠為三叉戟型提供DM5000型車身，採用DM5000車身的三叉戟巴士標準高度為4.4米，另有為香港的新世界第一巴士提供高度為4.17米矮身版安裝在長度最短的三叉戟三型10.3米。都普設計的DM5000車身雖然產量不及亞歷山大的ALX500車身，但版本卻較ALX500為多，在香港包括載客量較高的市區版，以及用於城巴機場快線的客車版，而美國、加拿大和新加坡進口的三叉戟三型都選用都普提供的車身。

### 型號版本
從1997年量產到2002年停產，丹尼士三叉戟型共有4款長度版本，長度分別是10.3米、10.6米、11.3米及12米。
香港曾經出現以下版本，以底盤編號第四至第六字來分辨，代號如下：
12米版本
- 111：歐盟2型引擎及Voith D863.3波箱，4.21尾牙比
- 112：歐盟2型引擎及ZF 5HP590波箱，4.21尾牙比
- 114：歐盟2型引擎及Voith D864.3波箱，5.357尾牙比
- 135：歐盟3型引擎及Voith D864.3E波箱，5.357尾牙比

10.6米/10.3米版本
- 211：歐盟2型引擎及Voith D863.3波箱，4.21尾牙比
- 212：歐盟2型引擎及ZF 5HP590波箱，4.21尾牙比
- 215：歐盟2型引擎及Voith D864.3E波箱，5.357尾牙比
- 235：歐盟3型引擎及Voith D864.3E波箱，5.357尾牙比
- 236：歐盟3型引擎及ZF 5HP602C波箱，5.357尾牙比

11.3米版本
- 311：歐盟2型引擎及Voith D863.3波箱，4.21尾牙比
- 314：歐盟2型引擎及Voith D864.3波箱，5.357尾牙比

## 香港
香港是三叉戟型低地台雙層巴士的啟用地區，也是香港首款低地台雙層巴士。除了於1998年結束專營權的中華汽車有限公司外，所有專利巴士公司都擁有丹尼士三叉戟巴士，長度由10.3米至12米不等。由於香港所有丹尼士三叉戟巴士都設有空調，而香港法例規定總車重超過16噸的汽車，需要有三條車軸承托車輛的重量，雙層巴士的載客後的重量加上空調機的重量後已超過16噸，所以香港使用的丹尼士三叉戟巴士全都是3軸版本。除了九龍巴士大量購入這款巴士外，城巴和新世界第一巴士亦有購入這款巴士。三叉戟型的推出適逢香港新機場於1998年啟用，龍運巴士及城巴都使用三叉戟型作為機場巴士。
在香港行走的丹尼士三叉戟型雙層巴士分別裝配亞歷山大ALX500或都普DM5000車身。第一輛投入服務是採用亞歷山大ALX500車身的三叉戟型，於1997年運抵香港交付九龍巴士，城巴則為迎接新機場開幕而採購裝配都普DM5000客車版車身的三叉戟型，安裝ALX500車身的三叉戟型也是新世界第一巴士於1998年9月正式投入營運時首款全新購入的雙層巴士。第一輛在九龍巴士投入服務的三叉戟巴士於2015年因為車齡達18年而退役並由九龍巴士保留，其後香港各家巴士公司的三叉戟巴士也相繼因車齡已高而逐漸退役，但也有不少三叉戟型因為交通意外或機件故障，導致車身嚴重受損而不予修復提早退役。

### 九龍巴士

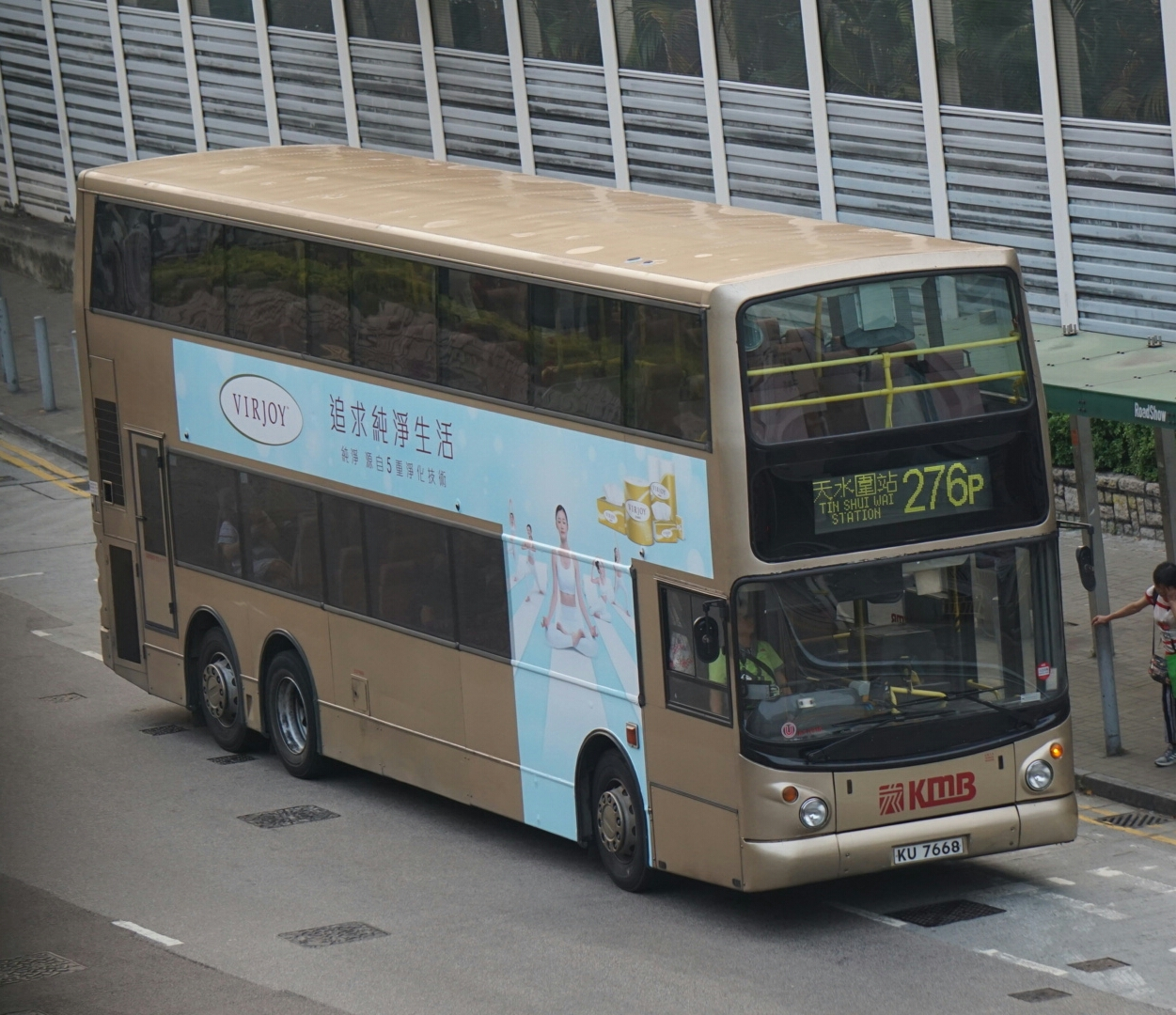
九龍巴士的丹尼士三叉戟（ALX500車身）12米（歐盟三型）

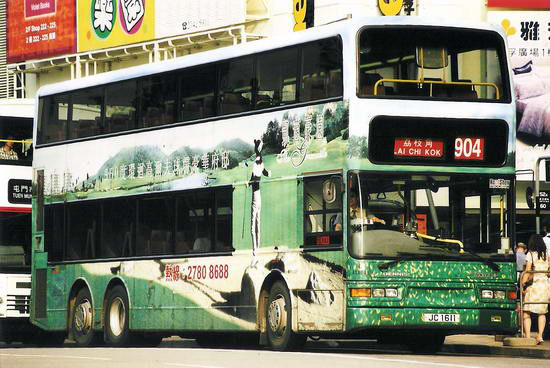
九龍巴士的丹尼士三叉戟三型（都普DM5000車身）12米（歐盟二型）

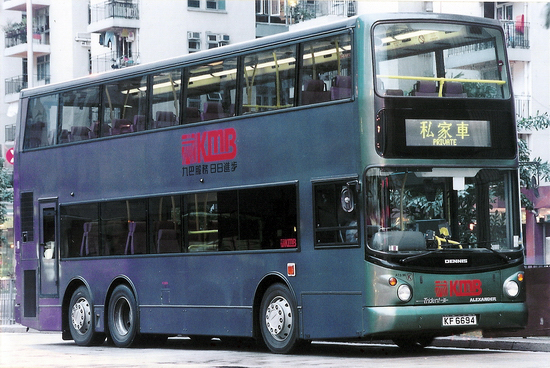
九龍巴士的丹尼士三叉戟（ALX500車身）10.6米（歐盟三型）

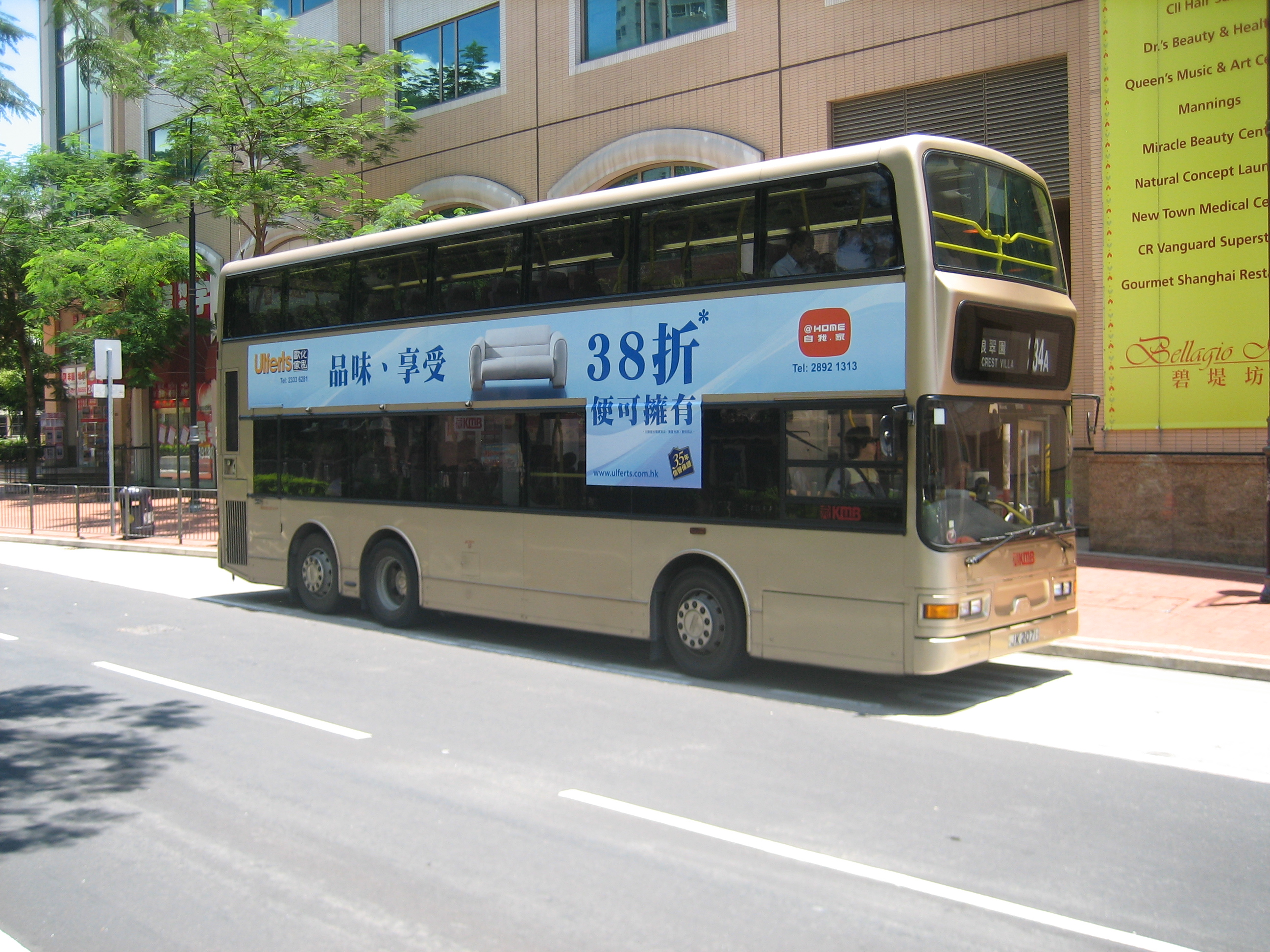
九龍巴士的丹尼士三叉戟（都普DM5000車身）10.6米（歐盟二型）

九龍巴士擁有全球首輛投入服務的3軸丹尼士三叉戟（ATR1，車牌HJ2127，已於2015年9月22日正式退役並由九龍巴士保留作活動及展覽用途），它亦是九龍巴士首款低地台雙層巴士，九龍巴士故意命名為「新紀元巴士」以表示九龍巴士的服務邁進低地台的時代，此車於1997年起投入載客服務。九龍巴士在1997年至2003年間購買了528輛全新的丹尼士三叉戟巴士，分別有：
- 12米歐盟2型引擎配亞歷山大車身及Voith DIWA863.3波箱：ATR1、4-16、18、19、21-44、46、47、49、50、52、53、55-58、60、76-78、80-84、86、88-91、94、96、98、100、101-106、108、112-123、125、132-138、164-166、168-173、175-185，其中ATR1屬樣板車
- 12米歐盟2型引擎配亞歷山大車身及Voith DIWA864.3波箱（原配Voith DIWA863.3波箱）：ATR17、20
- 12米歐盟2型引擎配亞歷山大車身及ZF 5HP590波箱：ATR101（樣板車）
- 12米歐盟2型引擎配都普車身及Voith DIWA863.3波箱：ATR2、3、45、48、51、54、59、61-75、85、87、92、93、95、97、107、109-111、124、126-131、139-163、167、174、186-188，編號ATR139打後的車尾路線牌位於太平門下
- 12米歐盟2型引擎配都普車身及Hanover電子路線牌及ZF 5HP590波箱：ATR189-268
- 12米歐盟2型引擎配都普車身及Hanover電子路線牌及Voith DIWA864.3波箱：ATR269-298
- 12米歐盟3型引擎配亞歷山大車身及Hanover電子路線牌及Voith DIWA864.3E波箱：ATR299-354、369-392
- 10.6米歐盟2型引擎配都普車身及Voith DIWA863.3波箱：ATS1-50
- 10.6米歐盟2型引擎配亞歷山大車身及Voith DIWA864.3E波箱：ATS51-95、98-100
- 10.6米歐盟3型引擎配亞歷山大車身及Voith DIWA864.3E波箱：ATS96、97、101-140，ATS96及97曾為綠悠悠巴士
- 10.6米歐盟3型引擎配亞歷山大車身及ZF 5HP602波箱：ATS141-150
- 12米歐盟2型引擎配亞歷山大車身（前龍運成員）及ZF 5HP590波箱：ATR355-368、ATR393-495

附註
1. 歐盟2型引擎是指：Cummins（康明斯） M11-305E21
2. 歐盟3型引擎是指：Cummins ISMe-335-30

於龍運新機場路線重組後，九龍巴士從龍運借用部分丹尼士三叉戟，在2002年底，九龍巴士從龍運巴士購入14部12米版本的此類型巴士，編號改為ATR355-368，其餘巴士已返回龍運。
2006年下半年，九龍巴士訂來一批中國製鴻隆牌電子路線顯示牌，並於其中兩輛裝上塑膠路線顯示牌的首兩期都普車身三叉戟（車牌JA6071及JB9381）上試驗性安裝，後來傳聞JA6071試驗失敗，但JB9381的試驗成功。及後，九龍巴士將其他鴻龍電子路線顯示牌裝於部份第二期的都普車身三叉戟（ATR139打後配都普車身及Voith DIWA863.3波箱）上。
截至2007年9月底，隸屬荔枝角車廠的都普三叉戟ATR140、142、143、145、146、148、151、153、154、156、157、187的已換上電子路線牌。在2008年6月，除JB9381外，所有於荔枝角廠服役，配置鴻龍電子路線牌的三叉戟調到其他車廠服役，以讓不同車廠的車長學習使用該款電子路線牌。
2007年9月，一輛配亞歷山大ALX500車身的三叉戟（車隊編號ATR23，車牌HW5331）被換上一副Gorba電子路線顯示牌，使到有人猜疑九龍巴士是否會替旗下的低地台巴士換上電子路線顯示牌。
2013年1月，一輛配都普車身的三叉戟（車隊編號ATS25，車牌JK2480）被換上一副Gorba橙色電子路線顯示牌。
2014年7月，一輛配都普車身的三叉戟（車隊編號ATR155，車牌JC8084）被換上一副鴻隆橙色電子路線顯示牌。
ATR299-354、369-392，ATS101-150於2016年12月全數更換LED光管照明。

#### 因意外而退役的丹尼士三叉戟
- 2002年11月27日，九龍巴士一部行走692線的亞歷山大ALX500車身的三叉戟ATR6（HV6943）在東區海底隧道香港出口火警中焚毀而直接退役。
- 2008年3月31日，九龍巴士天慈車廠發生火警，其中兩部12米配都普車身的三叉戟ATR54（HX7649）和ATR195（JM8323）、一部12米前龍運巴士配亞歷山大ALX500車身的三叉戟ATR358（HR8939）及一部10.6米配都普車身的三叉戟ATS36（JK6249）於火警中焚毀而直接退役。
- 2015年1月22日，一輛行走42C線往藍田站方向的亞歷山大車身的三叉戟（ATR98/HZ6550）在龍翔道天馬苑靠站停車時突然冒煙，車長停車疏散乘客後突然起火，全車嚴重焚毀而直接退役。
- 2017年3月28日，ATR178／JE1812於行走九巴11B線發生交通意外，車頭損毀。事後因車齡問題而提早退役。是首輛非火警而退役的丹尼士三叉。
- 2017年6月8日，晚上七時許，一輛掛P牌私家車在沙田獅子山隧道公路近紅梅谷路行駛途中，因應交通情況收慢，導致尾隨的一輛九巴正在收車的ATR219／JP1528、一輛行駛九巴281A線往廣源方向的ATR295／JU5927、及一輛私家車疑收掣不及造成4車連環相撞。兩輛巴士事後因車齡已高而不獲復修，分別於同月22日及9月12日正式除牌退役。
- 2017年8月10日，ATS20／JK1534於九巴屯門南車廠出車時發生交通意外，車頭燈、牌箱和車頭擋風玻璃損毀。事後因車齡已高而不獲修復，於同月17日提早退役。
- 2017年10月14日，ATR273／JT1196於凌晨零時許沿元朗福宏街回廠途中，與一輛從露天停車場駛出黑色私家車相撞，巴士左邊車頭損毀，兩人受傷。事後該車因車齡問題而不獲復修，提早於同年12月15日正式除牌退役。
- 2018年5月15日，一輛行駛九巴54線往元朗方向的ATR276／JT2256在錦田公路近羅屋村與泥頭車迎頭相撞，泥頭車司機死亡，巴士車長與2名乘客受傷。肇事巴士因嚴重損毀，加上即將到達18年車齡上限，不獲復修並提早退役。
- 2019年9月，ATR308／KU6236車尾損毀，原因不詳，事後該車因車齡問題而不獲復修，提早退役。
- 2020年5月13日，一輛行駛九巴64S線往元朗方向的ATS101／KL4588在錦上路近蓮花地失控迎頭撞向一輛私家車，其後剷上行人路再衝落路邊草叢，3人受傷。事後該車因車齡問題（已於3月到達18年車齡上限，並獲續牌至同年7月）而不獲復修並提早退役。
- 2020年6月26日，一輛行駛九巴30線的ATS133／KR2110發生交通意外，事後該車因車齡問題而不獲復修並提早退役。
- 2020年7月14日晚上，一輛行駛九巴77K線往元朗（鳳翔路）方向的ATS114／KL9510在粉錦公路近打石湖與一輛私家車相撞後剷上行人路，車頭嚴重損毀。肇事巴士因損毀嚴重，加上原本已將近退役期限，提早除牌退役。

#### 車齡漸高、陸續退役

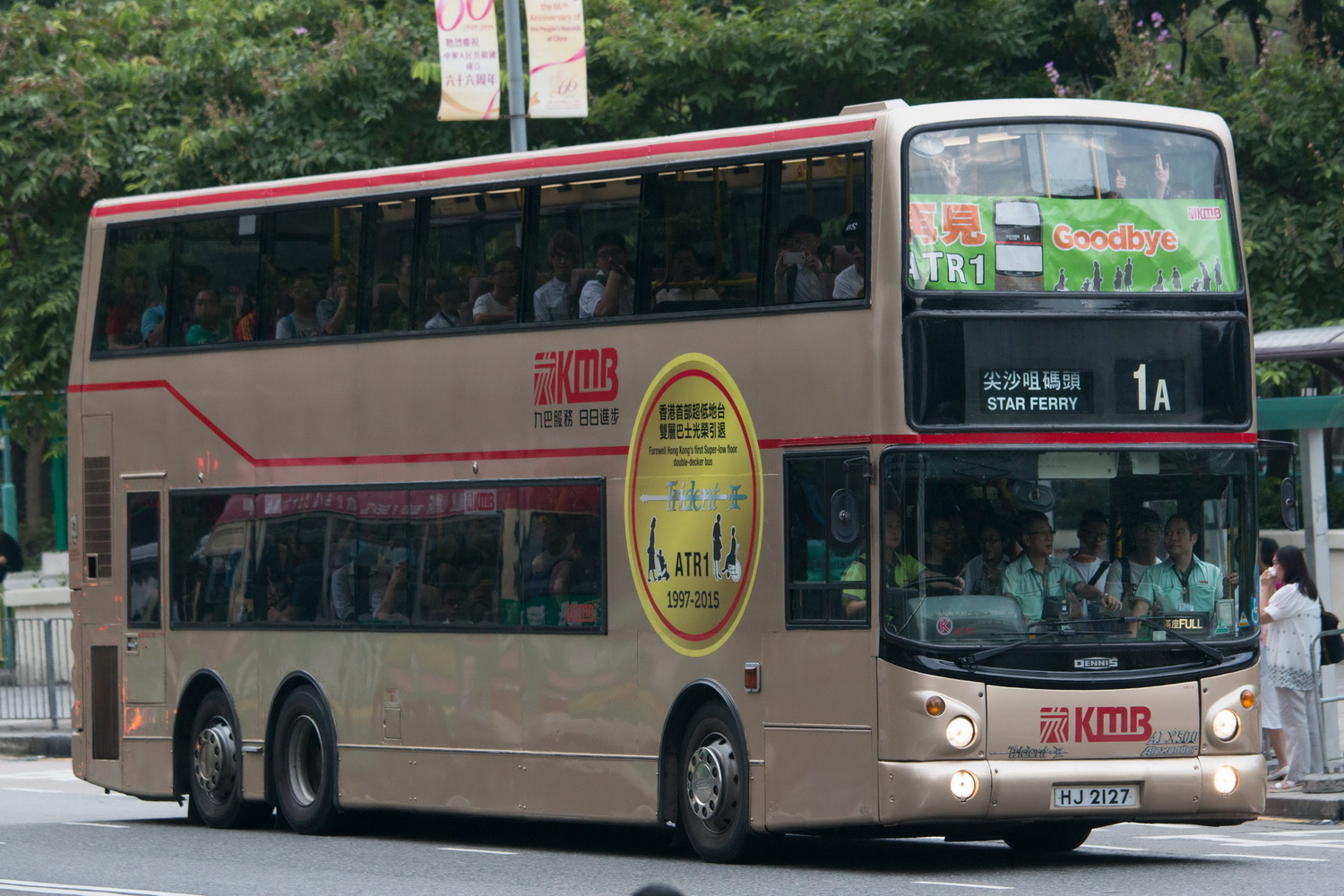
九巴ATR1於2015年9月退役前行駛的告别运转為1A線

2015年起，因年事已高，三叉戟巴士開始陸續踏入退役潮。首輛非意外而除牌的巴士為HM6894（ATR447），於2015年8月31日除牌退役。其後，ATR1亦因車齡已屆18年而直接退役，並由九龍巴士保留。除了ATR396（HN2157）、ATR432（HN745）及ATR444（HM8416）於2015年改裝為訓練巴士，以及ATR356（HN2195）及ATR357（HN3158）於2015年年尾改裝為開篷巴士並售予陽光巴士外，其餘前龍運巴士的三叉戟巴士於2016年7月全數退役，同時亦有部分九龍巴士並於1998年出牌的三叉戟巴士因行車證到期不獲續牌而提早退役。2016年8月下旬起，大量三叉戟陸續退役，其中12米版本中使用膠牌的車輛已於2017年8月全數退役，另外10.6米版本因此九龍巴士回收大量膠牌，亦已於同年12月20日全數退役，象徵九龍巴士車隊全面採用電子路線牌。至於採用改良版都普DM5000車身版本於2018年8月16日全數退役，象徵九龍巴士以都普車身配丹尼士底盤的組合正式結束。
2019年1月2日，首兩輛次批丹尼士三叉戟10.6米（ATS72／KC8460、ATS78／KD1490）因牌照到期而直接退役。 而 ATS72/KC8460捐予大埔舊墟公立學校（寶湖道）；因部分路線必須使用短型號巴士，而於2019年訂購的新短型號巴士需再測試新裝置性能而尚未到港，故部份10.6米版本型號巴士獲得續牌至2020年，之後於翌年3月，由於受新型冠狀病毒疫情影響下令各口岸實施嚴格出入關檢疫措施，導致上述巴士尚未到港，故部份10.6米版本型號巴士獲得續牌至同年7-8月，以應付使用短身車輛的路線的需求。最後已於同年10月全數退役，象徵本港所有短身丹尼士三叉戟正式劃上句號。
而歐盟三型丹尼士三叉戟12米於2020年10月起陸續達到18年車齡，於同月起陸續退役。最後已於2021年4月24日退役，象徵所有丹尼士三叉戟在香港的服務24年正式劃上句號。

### 龍運巴士

龍運巴士其中一輛ALX500車身的三叉戟巴士

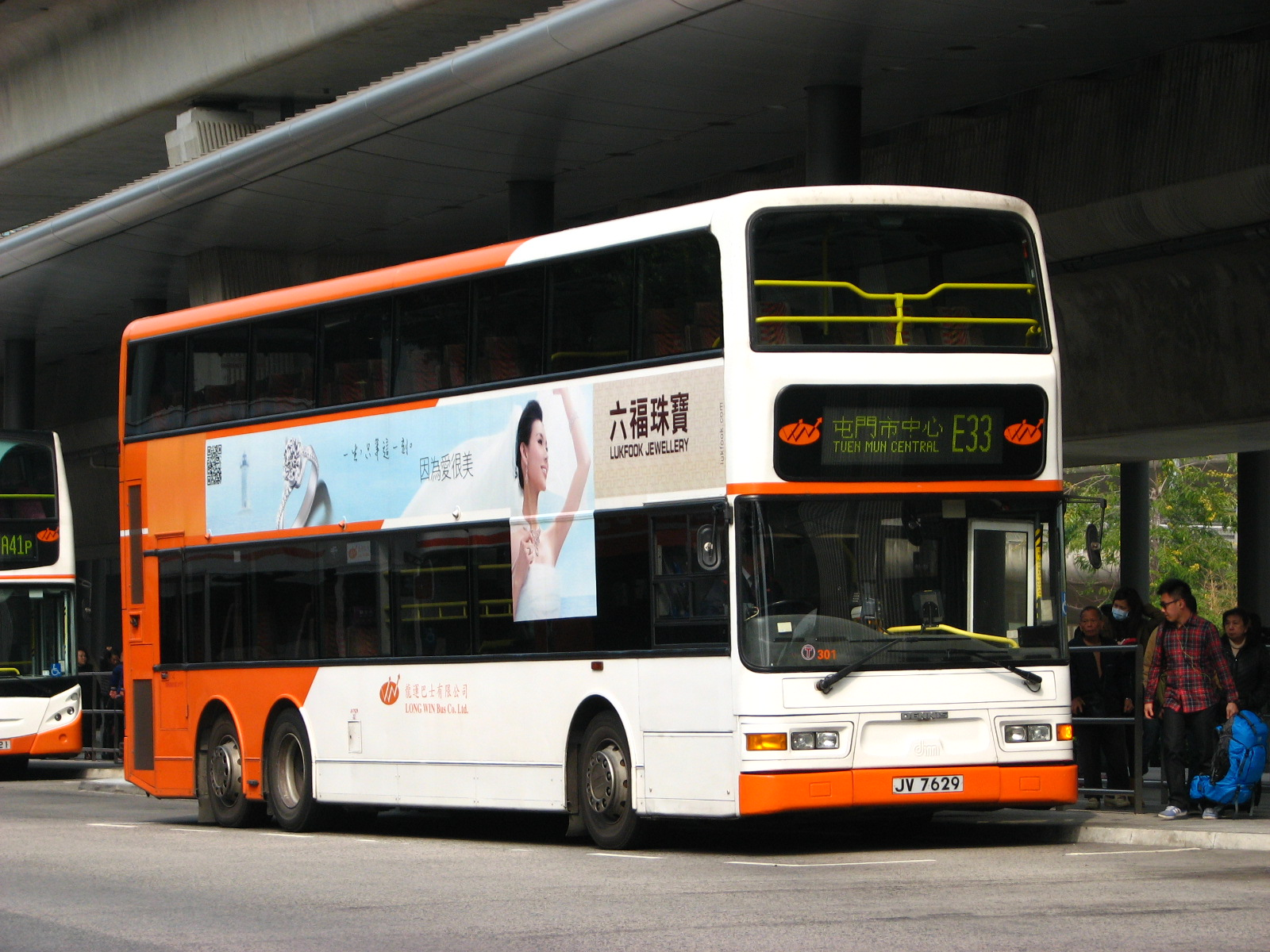
龍運巴士唯一一輛都普車身的三叉戟巴士

九龍巴士的姊妹公司龍運巴士亦於1997年至1998年購買150輛配有亞歷山大車身的12米版本此類型巴士（其中25部屬於客車版本），全部使用ZF 5HP590波箱，行走來往東涌及機場的長途路線，所有座位均配置安全帶。後來其中1部巴士（編號197，車牌HT7970）因為防滑裝置操作異常而焚燬報廢，因此有關生產商以1部配有都普車身的三叉戟巴士（編號301，車牌JV7629）作為賠償；另外，147及182因交通意外提早退役。
於龍運新機場路線重組後，將20部普通版三叉戟巴士借予九龍巴士行走，以減少資源浪費，當中的14部更在2002年底被九龍巴士購入（123/HR8939於2008年因火警退役）。
為了解決長遠換車問題，因應新款Enviro 500及Enviro 500 MMC巴士投入服務同時，2010年起已有103部普通版三叉戟巴士塗回全金色車身並貼上九龍巴士標誌（惟122/HN9680因貼上全車身廣告而保留原有龍運塗裝並直接貼上該廣告直至退役為止），調到九龍巴士車隊繼續服務，車隊編號改為ATR393-495。
2016年6月22日，龍運巴士旗下所有亞歷山大車身的三叉戟巴士已經全數除牌退役，而唯一都普車身的三叉戟巴士亦於2017年12月4日除牌退役，並標誌著龍運巴士在1998年起投入服務的「開國功臣」全數退役。而唯一都普車身的綠色磁翻電子牌被移植到一輛龍運巴士富豪B9TL 12米（701）。

### 城巴

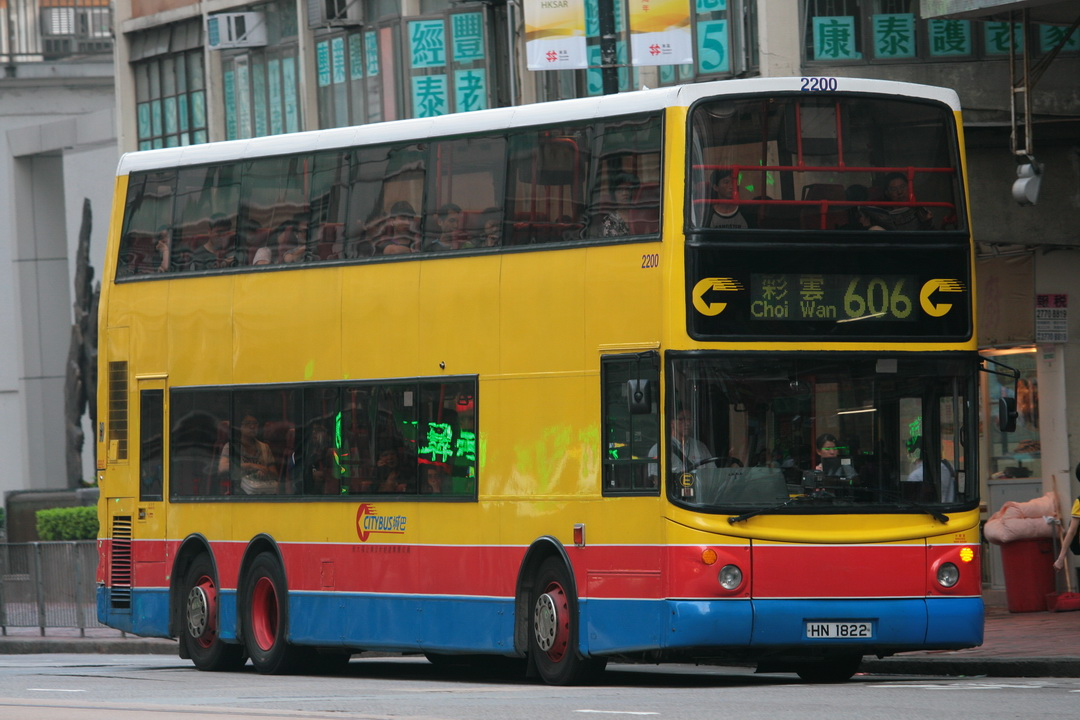
城巴ALX500車身三叉戟樣板車（車隊編號2200）

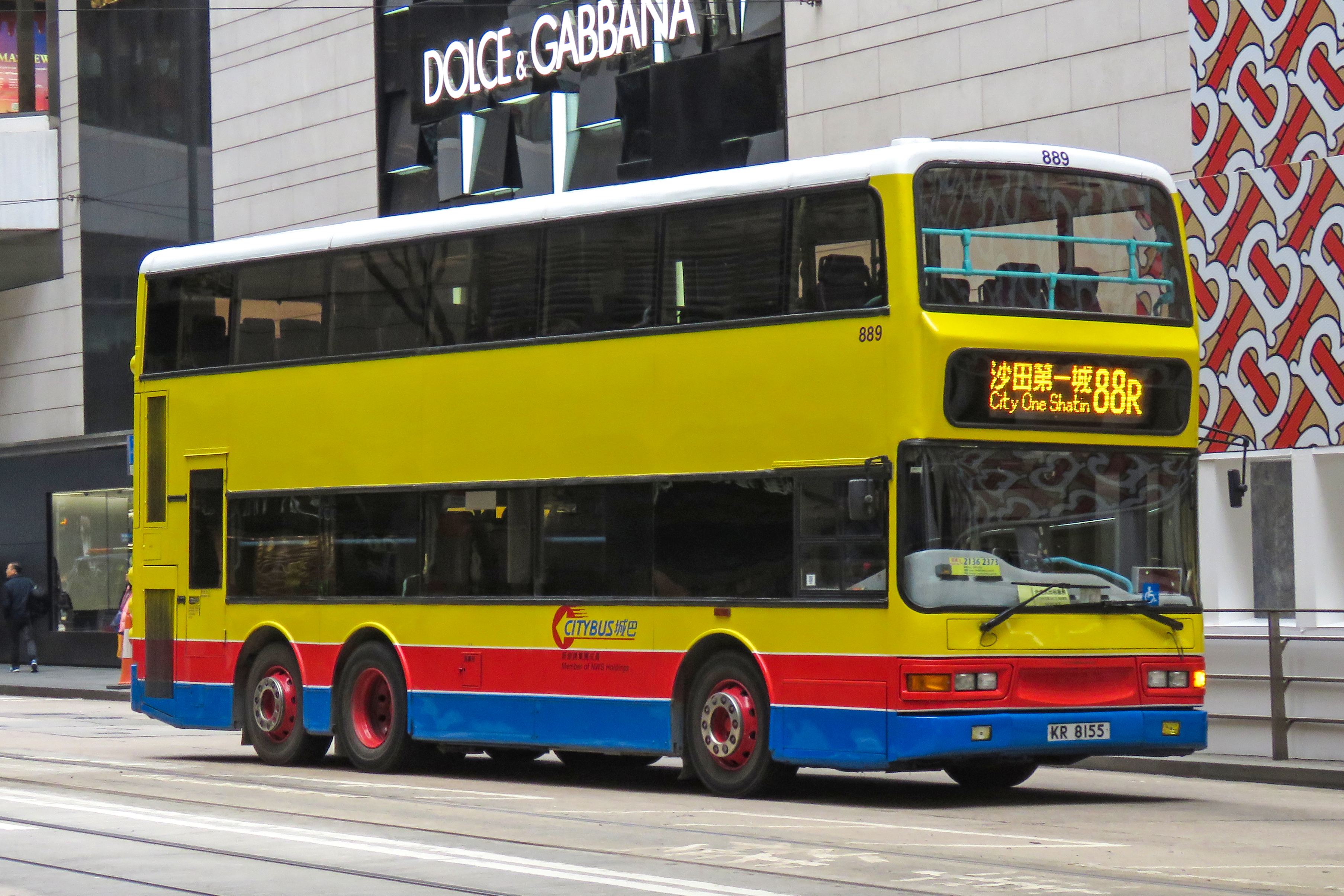
城巴都普車身的三叉戟巴士（前新巴車隊）

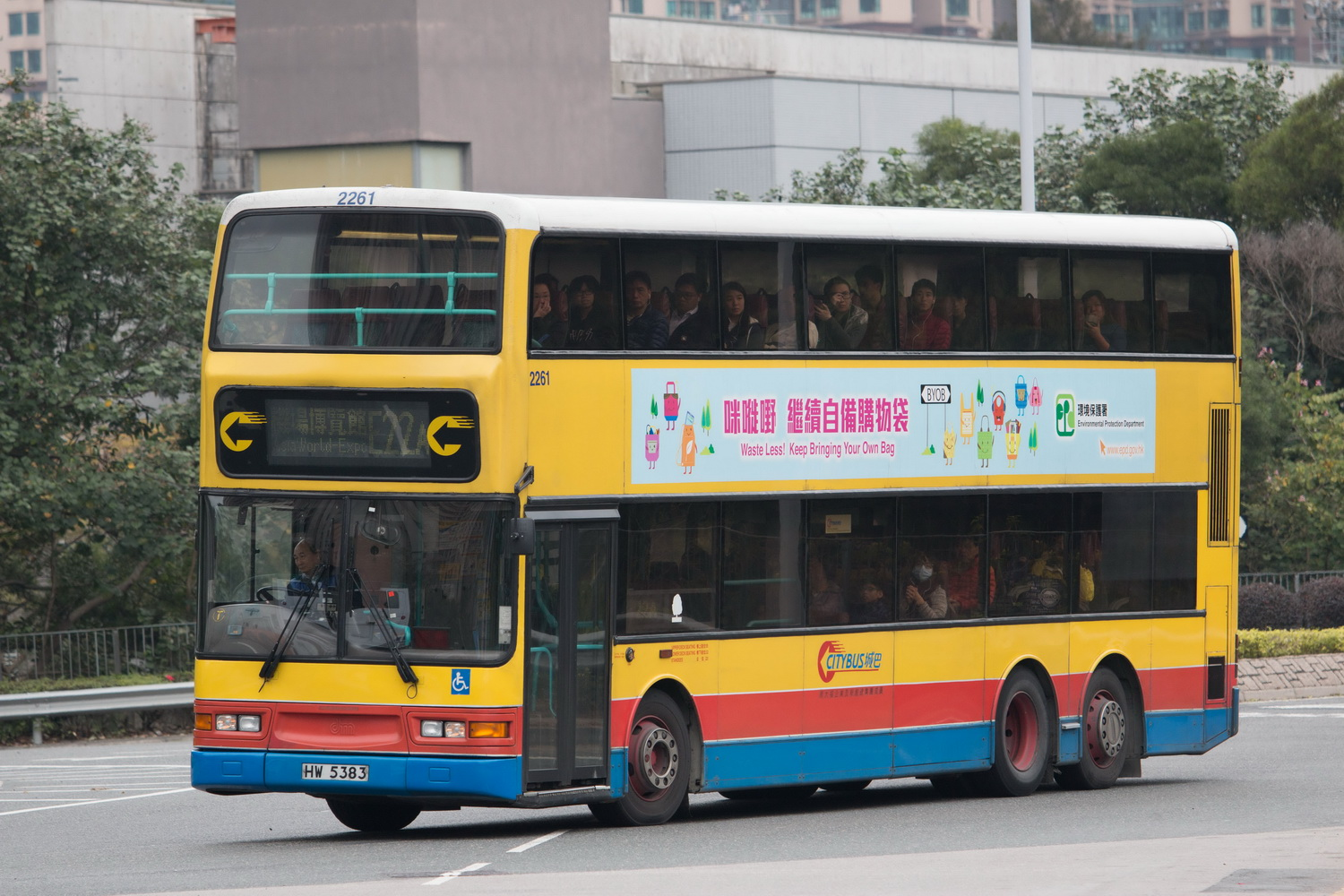
一輛城巴都普車身的三叉戟三型巴士（單門版）行走城巴E22A線（車隊編號2261）

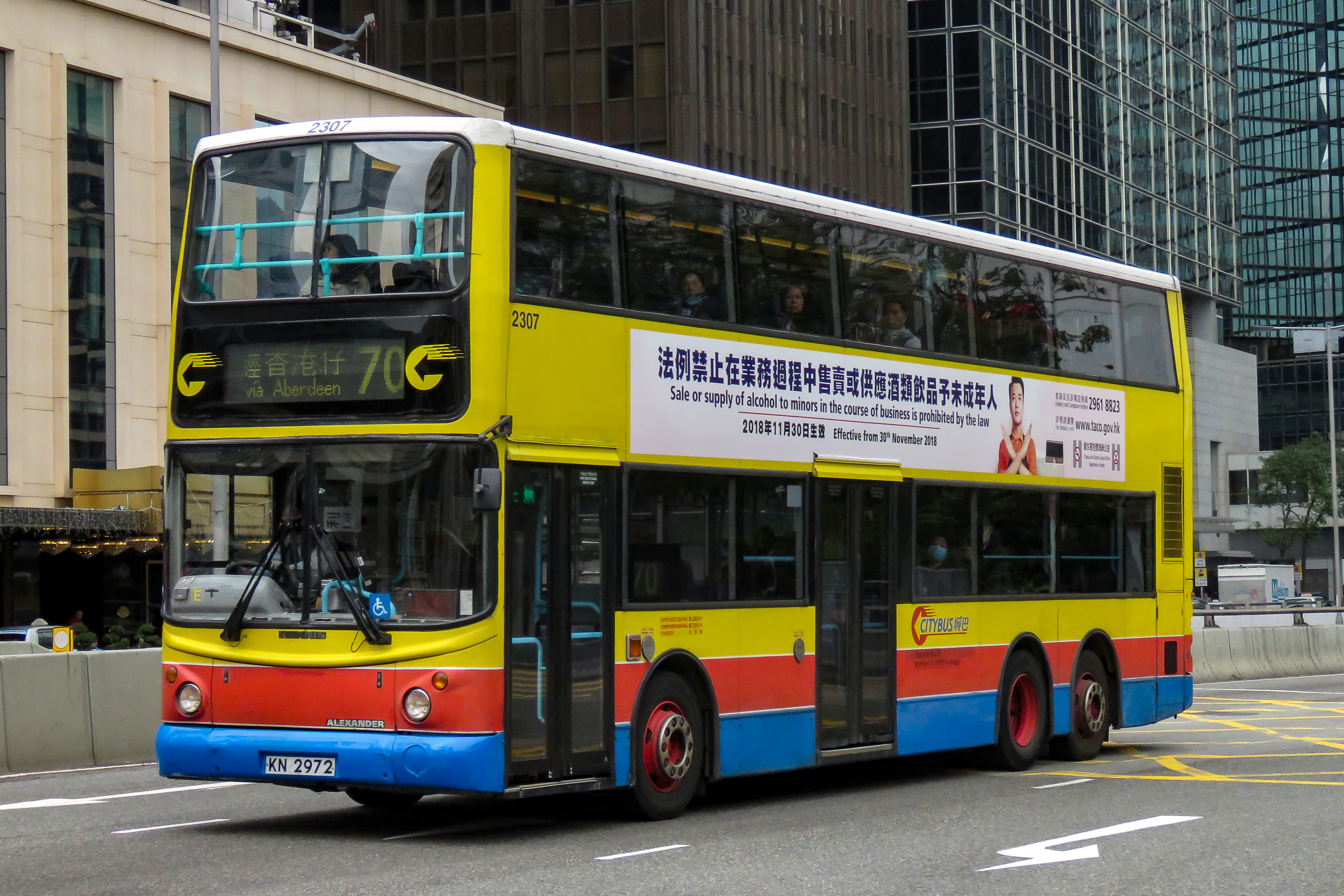
城巴ALX500車身前新巴丹尼士三叉戟三型（車隊編號2307）

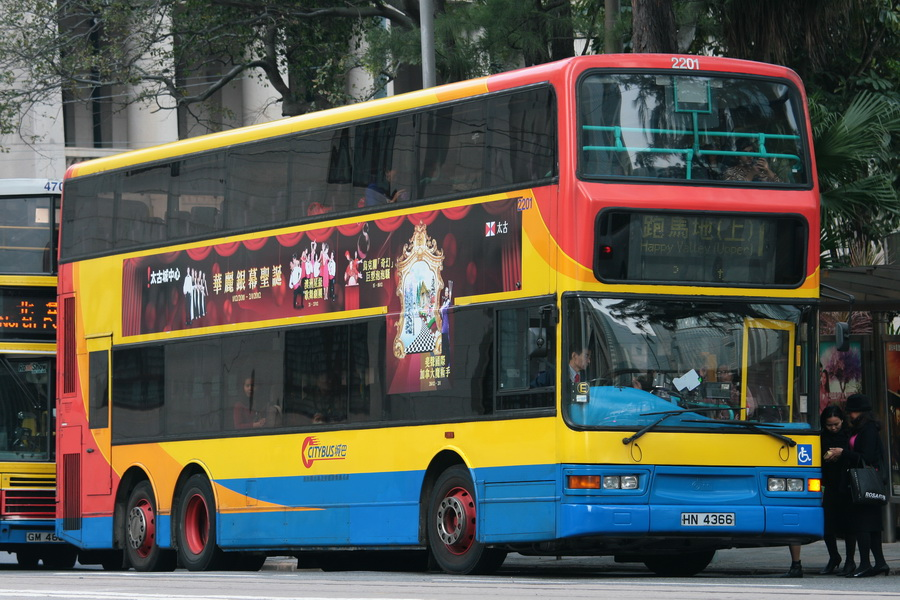
城巴捷達色版都普車身的三叉戟巴士

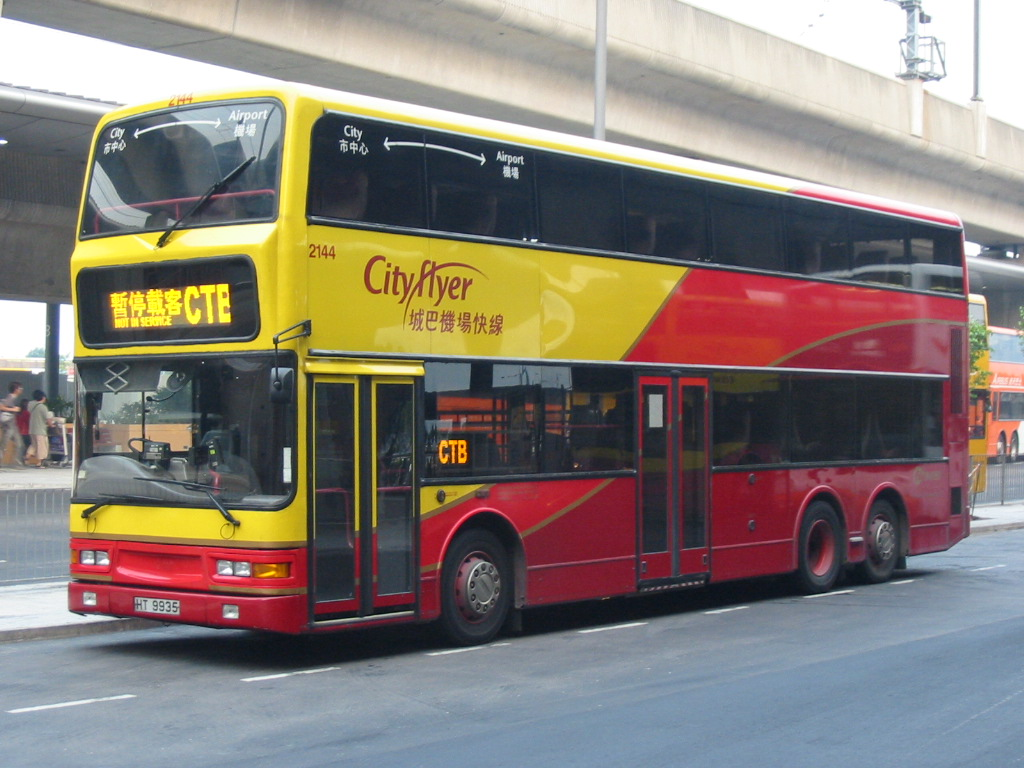
城巴機場快線都普車身的三叉戟巴士

城巴在1997年至1999年購買了164輛三叉戟型巴士，其中62輛屬於設有行李架及豪華座椅的客車版本（2100-2161），60部屬裝有行李架的半客車版本（2202-2261），其餘42輛是市區巴士（2200-2201，2262-2301），全部採用康明斯M11-305E21歐盟2型引擎，波箱方面，配用都普車身的版本（2201除外）使用ZF 5HP590五前速波箱，其餘則採用Voith DIWA863.3三前速波箱，大部分行走機場對外路線，分別有：
客車版本
- 2100：是城巴的丹尼士三叉戟三型樣辦車，也是城巴首輛低地台雙層巴士，波箱配備為ZF 5HP590，此車內籠以藍色為主，令人聯想起此車是像中巴。初時行走新界西北過海路線，在新機場投入服務後隨即加入城巴機場快線車隊，但於2013年9月16日退役並成為零件車，是城巴及全港首輛非意外而正常退役的丹尼士三叉戟。
- 2101-2111：配亞歷山大ALX500車身，波箱配備為Voith DIWA863.3，有別於配都普車身的客車版本的波箱配備，其中2106於後期改用橙色Hanover電牌，其餘使用LiteVision綠色電牌。該批車走要行走來往市區及機場的豪華巴士A線。此批車已於2015年5月全數退役。
- 2112-2161：配都普車身，波箱配備為ZF 5HP590，與2101-2110一樣，其主要行走來往市區及機場的豪華巴士A線。於2013年全數使用亚历山大丹尼士Enviro 500 MMC客車版本取代。除2117、2131及2143於2015年被改裝成訓練巴士外，其餘的已於2015年5月全數退出載客行列。

2109-2111亦曾經在2007年7月至12月期間行走往來屯門及深圳灣口岸的B3及B3X線。2115-2116於2013年8月底改為城巴標準色及取消Webus Wi-Fi上網服務，並調往北區（N）車廠繼續服役至2016年初退役為止，亦代表第1代都普客車版的豪華城巴結束使命。
市區版本
- 2200：為城巴亞歷山大ALX500車身的樣辦車，配Voith DIWA863.3波箱。已於2015年1月正式退役
- 2201：是首輛配都普車身的市區版巴士，配Voith DIWA863.3波箱。由於此車內籠以藍色為主，令人聯想起此車是中巴原本訂購的樣辦車。最後此車由城巴購入。已於2014年12月正式退役。
- 2202-2231：屬半客車版本巴士，配都普車身，波箱配備為ZF 5HP590，於2001-02年加裝行李架，採用雙門設計及採用高背座椅，行走來往市區及東涌、機場的對外E線。該系列的巴士近年經常故障，單在2015年初已有4輛巴士正式退役，有鑒於此城巴將購入更多亞歷山大丹尼士Enviro 500 MMC型巴士以取代此車型。除了2211-2212及2215於2015年10月轉投非專利部外，其餘的已於2017年全數退役。而隸屬非專利部的此型號巴士已於2019年2月20日全數退役。
- 2232-2261：屬半客車版本巴士，配都普車身，波箱配備為ZF 5HP590，於2001-02年加裝行李架，採用單門設計及採用高背座椅，與2202-2230一同行走來往市區及東涌、機場的對外E線。該系列的巴士近日經常故障，單在2015年初已有4輛巴士正式退役，有鑒於此城巴將購入更多亞歷山大丹尼士Enviro 500 MMC巴士取締牌照不足1年的三叉戟巴士，已於2016年11月中全數退役。
- 2262-2301：是屬於市區版巴士，配都普車身，波箱配備為ZF 5HP590，2262-2280於2004－05年加裝行李架，2281-2287於2006－07年加裝行李架，並調往東涌（T）車廠，與2202-2231、2232-2261一同行走來往市區及東涌、機場的對外E線；2288-2301不設行李架，則被派出行走市區路線，已於2017年5月全數退出載客行列。
- 2700：10.6米版本，配都普車身，波箱配備為ZF 5HP590，最初被派出行走赤柱260路線，後來於東區85線服務，2013年7月行走中西區3B線（已取消）。晩年主要年行走98，48線，此車已於2017年4月全數退役，同時象徵全線城巴專利部的車隊雙門化。

二手車輛
- 2302-2310：城巴於2003年從新世界第一巴士購入9輛12米版本的歐三版本巴士，配備康明斯 ISMe-335歐盟三型引擎及Voith DIWA864.3E四前速波箱。初期行走新界西北的長途巴士路線；後來因為深港西部通道啟用，因此於2007年5月至6月加裝行李架，並於同年7月1日起行走往來屯門及深圳灣口岸的B3及B3X線。現時該批巴士主力行駛來往屯門至深圳灣口岸的B3系列路線，間中亦行走港島至新界區的長途路線如962X、969線等長途路線。除了2303於2013年1月因火警而提早退役外，其餘的已於2019年4月19日全數退役；象徵所有紅色外圍的西瓜波軨蓋巴士現已全數退役。

2013年6月，城巴向冠忠巴士出售8輛前城巴機場豪華巴士車輛，車隊編號為2148、2151、2153、2154、2156、2158、2159以及2161，該批車主要作出租或員工接送用途，逢星期六、日及公共假期，亦會支援新大嶼山巴士行走B2P及B2X線；而在2013年12月，城巴向新大嶼山巴士出售2輛前城巴機場豪華巴士車輛，車隊編號為2118以及2120。
2018年3月，因應香港政府資助更換歐盟二期引擎的商業車輛計劃，新世界第一巴士服務有限公司向城巴出售14輛10.3米配改良版都普DM5000矮車身版本的丹尼士三叉戟（3341-3354），該批車主要作城巴非專利巴士車隊取代富豪奧林比安11米及12米、同款12米巴士及猛獅NL262單層巴士，車隊編號改為881-894；已於2020年10月全數退役。
2018年8月，因應香港政府資助更換歐盟二期引擎的商業車輛計劃，新世界第一巴士其中一輛丹尼士三叉戟12米（1220）轉售予城巴非專利部，並將改為開篷巴士及刊登PandaBus全車身廣告，以取代退役的富豪奧林比安開篷巴士（22/HN8481）；已於2020年12月全數退役。
2018年8月，因應香港政府資助更換歐盟二期引擎的商業車輛計劃，新世界第一巴士服務有限公司向城巴出售5輛丹尼士三叉戟12米（1210、1212-1214、1221），該批車主要作城巴非專利巴士車隊取代富豪奧林比安11米及12米、同款12米巴士及猛獅NL262單層巴士，車隊編號改為2312-2316；此批巴士已於2021年初被強制淘汰而退役，並由亞歷山大丹尼士Enviro 500 12米（8205-8234）取代。2021年3月26日，城巴在前一日宣布車隊最後兩部三叉戟巴士將於當天為最後服務日，吸引大量巴士迷乘坐及拍攝，可惜「臨門撻Q」；晚上11時，2312（KN4257）開出終極尾班車前往沙田時於獅子山隧道管道內壞車，需要早已到達沙田等待2312返回沙田的2314（HR3878）前往獅子山隧道「救援」。最終兩車均於當天行走61R及88R線後退役，標誌著城巴所有歐三巴士已經全數退役，雙層巴士車隊全面直梯化，以及所有途經低排放區的路線之中已經符合低排放區標準。

#### 退役車輛
- 2010年4月14日早上，一輛行走E22P路線的亞歷山大ALX500車身的客車版本三叉戟#2111（HP2678）在龍翔道位於鑽石山站出口巴士站附近，被後面失控的摩托車撞及車尾，其後並擦出火舌引發大火，兩車被燒毀，由於車身底盤全毀，於2011年1月17日正式除牌退役。
- 2011年5月21日晚上，一輛往藍田（北）方向的E22路線的都普車身的半客車版本三叉戟#2259（HX5754），在赤鱲角南路近昂坪360轉向站，撞向慢線上一輛故障拋錨的中型密斗貨車，巴士車頭插入貨車車尾約一米深，將整個駕駛室連同樓梯完全截斷，消防要將車身爆破才能將被困逾兩小時，性命垂危的車長救出，延至翌日下午不治，另19人受傷。肇事巴士前半底盤斷裂，油箱、風缸爆破，上層車廂坍塌，已於同年9月28日正式除牌退役。
- 2012年7月4日晚上，一輛行走E21A路線的都普車身的半客車版本三叉戟#2207（HV7644）在青馬大橋往東涌方向行駛期間，遭尾隨的貨車撞及車尾，四人受傷。巴士因損毀嚴重而不獲復修，提早退役，並被作為零件車之用。
- 2013年1月14日下午，城巴一部行走B3A線的亞歷山大ALX500車身的三叉戟#2303（KM5696）在深圳灣大橋前往近深圳灣口岸中途突然左邊尾輪胎爆裂而停車，在20分鐘後著火，車身嚴重焚毀，零件散滿一地，肇事巴士已於同年1月25日正式除牌退役。
- 2013年3月26日，下午一時許，行走A22線的城巴配都普車身的客車版本三叉戟#2140（HT9542），沿西九龍快速公路往油麻地，當駛至連翔道轉入佐敦道時，疑天雨路滑，在彎角突然失控，掃毀路邊15個「水馬」、20米圍欄、10個膠欄、15個地監燈及一個地監交通指示牌，順勢衝入一個建築地盤，險剷落兩米深坑，巴士車身毀爛，擋風玻璃爆裂，前車門更掀起損毀。巴士疑因底盤爆破而不獲復修，提早退役。[2]
- 2013年4月20日，下午二時許，一輛行走A22線往藍田站的亞歷山大ALX500車身的客車版本三叉戟#2104（HN7737），在青沙公路往西九龍公路支路突然起火，車尾嚴重焚燬，肇事巴士已於同年5月31日正式除牌退役。
- 2013年7月1日，下午一時正，一輛往機場博覽館方向的E22線丹尼士三叉戟12米巴士#2286（JA220），在北大嶼山快速公路近小蠔灣車廠對開，因有客貨車不適當切線撞及中型貨車車尾，反彈出快線後停下。因中型貨車突然停下，結果收掣不及，撞向中型貨車尾部，巴士車架底端被撞斷，駕駛室盡毀，消防要拆除部分車身才可救出車長的屍體，另37名乘客受傷，肇事巴士事後因年事已高不獲復修，已於同年8月23日正式除牌退役。
- 2013年10月21日凌晨，一輛暫停載客的客車版本丹尼士三叉戟12米巴士#2113（HS8204），於赤臘角機場島內範圍撞毀，巴士車頭因損毀嚴重而不獲復修，提早退役。
- 2013年11月4日，下午約三時半，一輛往慈雲山方向的E23線的亞歷山大ALX500車身的客車版本三叉戟#2110（HP4451）沿紅磡漆咸道北往觀塘方向行駛，駛至近新柳街時突然失控撞向路邊鐵欄，並撞毀一個路牌，造成5人受傷。肇事巴士事後不獲復修，並於同年11月17日正式除牌退役。
- 2014年11月6日傍晚，一輛空載的都普車身的半客車版本三叉戟#2240（HW5399），駛至九龍窩打老道近聖佐治大廈天橋附近調頭，因車長未有留意高度限制指示牌撞及天橋底，車頂下陷及車箱光管冷氣槽損毀。肇事巴士因車齡已高不獲復修，並於2015年1月26日正式除牌退役。其後新巴利用該車車頭來復修撞毀的同款巴士#3012（HY3075）。
- 2015年2月8日晚上，一輛往東涌（逸東邨）方向的丹尼士三叉戟#2206（HW4172）在北大嶼山公路懷疑因輾過路面的螺絲，左後輛胎破裂導致纖維地台爆裂，座椅亦被炸起，兩名女乘客受傷，肇事巴士已於同年3月5日正式除牌退役。

### 新世界第一巴士

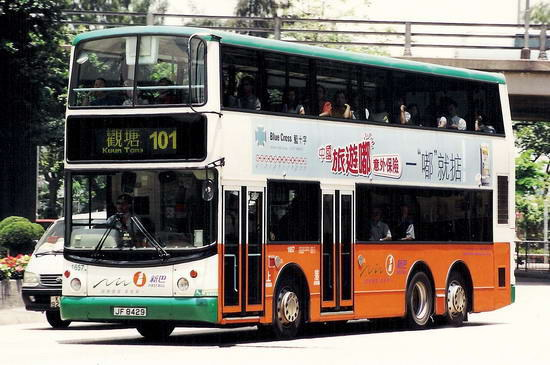
新世界第一巴士的丹尼士三叉戟10.6米（ALX500車身），行走於101線

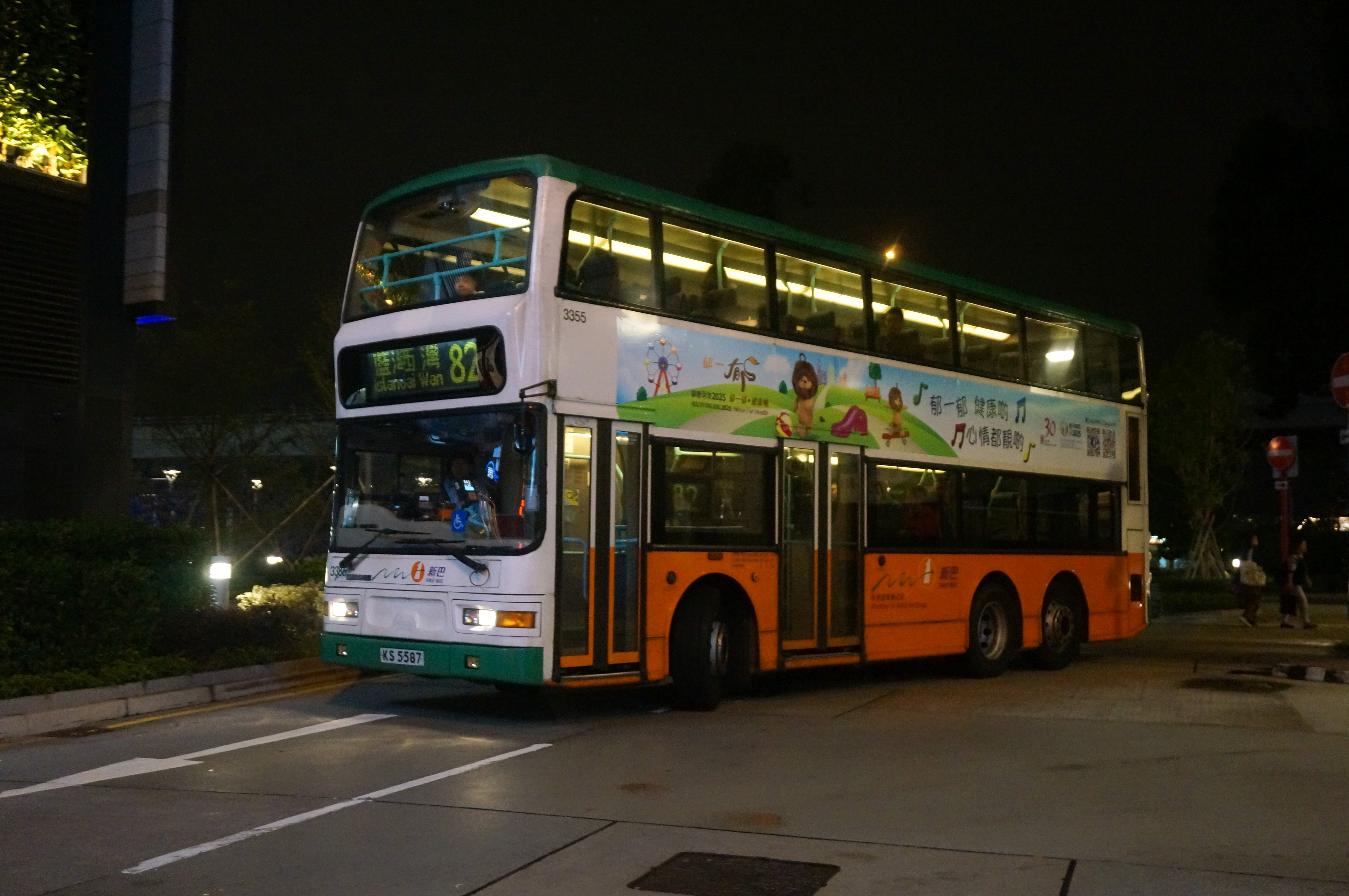
新世界第一巴士的丹尼士三叉戟10.3米（都普DM5000車身），行走於82線

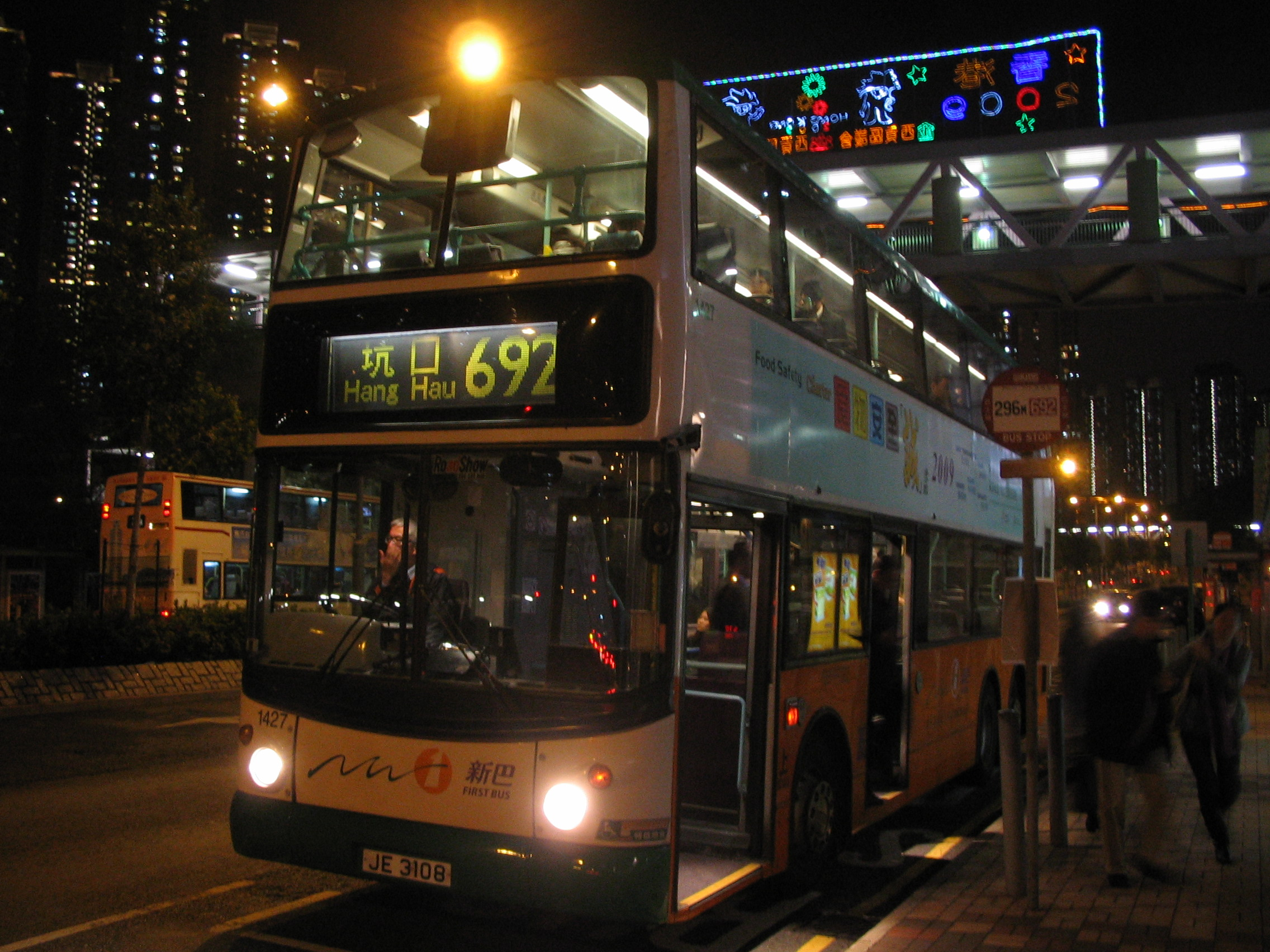
新世界第一巴士的11.3米丹尼士三叉戟，編為14XX

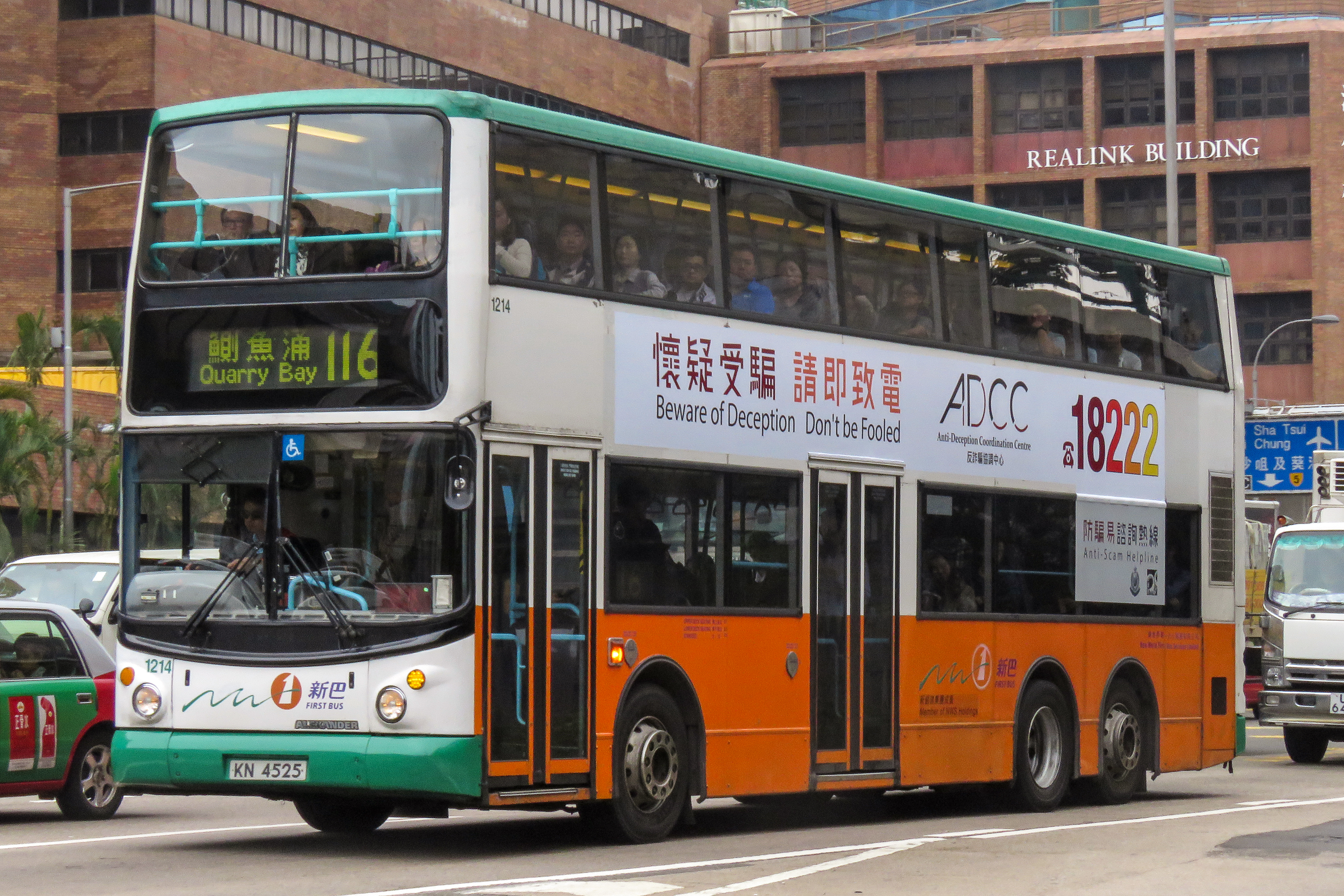
12米丹尼士三叉戟是新世界第一巴士主力，大部分路線都有丹尼士三叉戟的蹤影

新世界第一巴士在1998年9月1日接管中巴路線後，曾考慮以此型及丹尼士飛鏢行走，但最終因車廠未能及時交貨而告吹。此款車是新世界第一巴士開辦至2010年期間的主力車輛，配用亞歷山大ALX500或都普車身，配備方面，主要採用康明斯 M11-305E21歐盟二型引擎，亦有少量採用康明斯 ISMe-335歐盟三型引擎；波箱方面，主要採用及Voith DIWA863.3三前速波箱、ZF 5HP590五前速波箱或Voith DIWA864.3E四前速波箱。另外，新世界第一巴士亦購買60部10.3米版本，為全港最短的丹尼士三叉戟巴士，也是全球最短的三軸版三叉戟型巴士，這批三叉戟型採用較矮的4.17米都普車身，主要是因應山頂路線須要穿過加列山道天橋的高度限制而特別設計，這批短身三叉戟也可用於港島郊區路線及客量較少的市區路線。
12米版本
- 1001、1131-1140：配亞歷山大ALX500車身，採用歐2引擎及ZF 5HP590波箱。已於2017年全數退役。
- 1002-1130、1141-1160：配亞歷山大ALX500車身，採用歐2引擎及Voith DIWA863.3波箱 ，已於2017年全數退役。（1047、1053因火警燒毁退役，1148因交通意外退役，其餘的在2015年起陸續退役；另外1005於2015年改裝成訓練巴士，其餘車輛已於2018年2月正式退役，最終於7月連同前訓練巴士的富豪奧林比安，猛獅24.310及Neoplan Centroliner一併被運往劏車場等待拆卸。）
- 1161-1190：配亞歷山大ALX500車身，採用歐2引擎及Voith DIWA863.3波箱，此批車的上層座椅數目減至57名，已於2017年全數退役。
- 1201-1221：配亞歷山大ALX500車身，採用歐3引擎及Voith DIWA864.3E波箱，1201-1209已轉投城巴，其中一部1202（城巴2303，車牌：KM5696）已經燒毁退役，1211因交通意外退役，1215-1219已於2015年5月改裝為人力車觀光巴士，主力行走新巴H1線。1210、1212-1214、1220-1221轉售予城巴非專利部，已於2020年全數退役，象徵新世界第一巴士再次沒有丹尼士三叉戟服役。
- 3001-3042：配都普車身，採用歐2引擎及Voith DIWA863.3波箱，已於2017年全數退役。
- 3043-3062：配都普車身，採用歐2引擎及Voith DIWA863.3波箱，此批車的下層企位數目減至40名（3043因交通意外退役），已於2017年全數退役。

11.3米、10.6米和10.3米版本
- 1401-1430：11.3米版本，配亞歷山大ALX500車身，採用歐2引擎及Voith DIWA863.3波箱，編號1416-1421已售給港鐵巴士，已於2017年全數退役。
- 1601-1662：10.6米版本，配亞歷山大ALX500車身，採用歐2引擎及Voith DIWA863.3波箱，除編號1624、1639、1640、1644-1646、1648、1653、1655-1661外，其餘47輛已售給港鐵巴士，已於2017年全數退役。
- 3301-3340：10.3米版本，配都普車身，為4.17米矮車身特製版本，採用歐2引擎及Voith DIWA863.3波箱，曾在編號後面加上「L」字，已於2018年全數退役。
- 3341-3360：10.3米版本，配都普車身，為4.17米矮車身特製版本，採用歐3引擎及Voith DIWA864.3E波箱，但未曾在編號後面加上「L」字。除編號3355和3356外，3341-3354及3357-3360先後於2018年分別轉售到城巴非專利部及改裝成訓練巴士，已於2020年全數退役。
- 3601：10.6米長，配都普車身，採用採用歐2引擎及Voith DIWA863.3波箱，為編號3004，車牌HX5101於2000年燒毀的賠償，已於2018年全數退役。

而因應香港政府資助更換歐盟2期引擎的商業車輛的計劃，新創建交通服務旗下訓練巴士T26（前新巴1005）於2018年2月3日正式退役由同款配歐盟三型引擎10.3米（前新巴3357-3360）於2018年3月21日開始改裝訓練巴士。
2011年4月6日，有網民上載短片，片段為一名坐輪椅的乘客利用斜板登上新巴一輛丹尼士三叉戟巴士（編號1144，車牌HZ9257）時發生意外的經過。

### 九廣鐵路 / 港鐵巴士

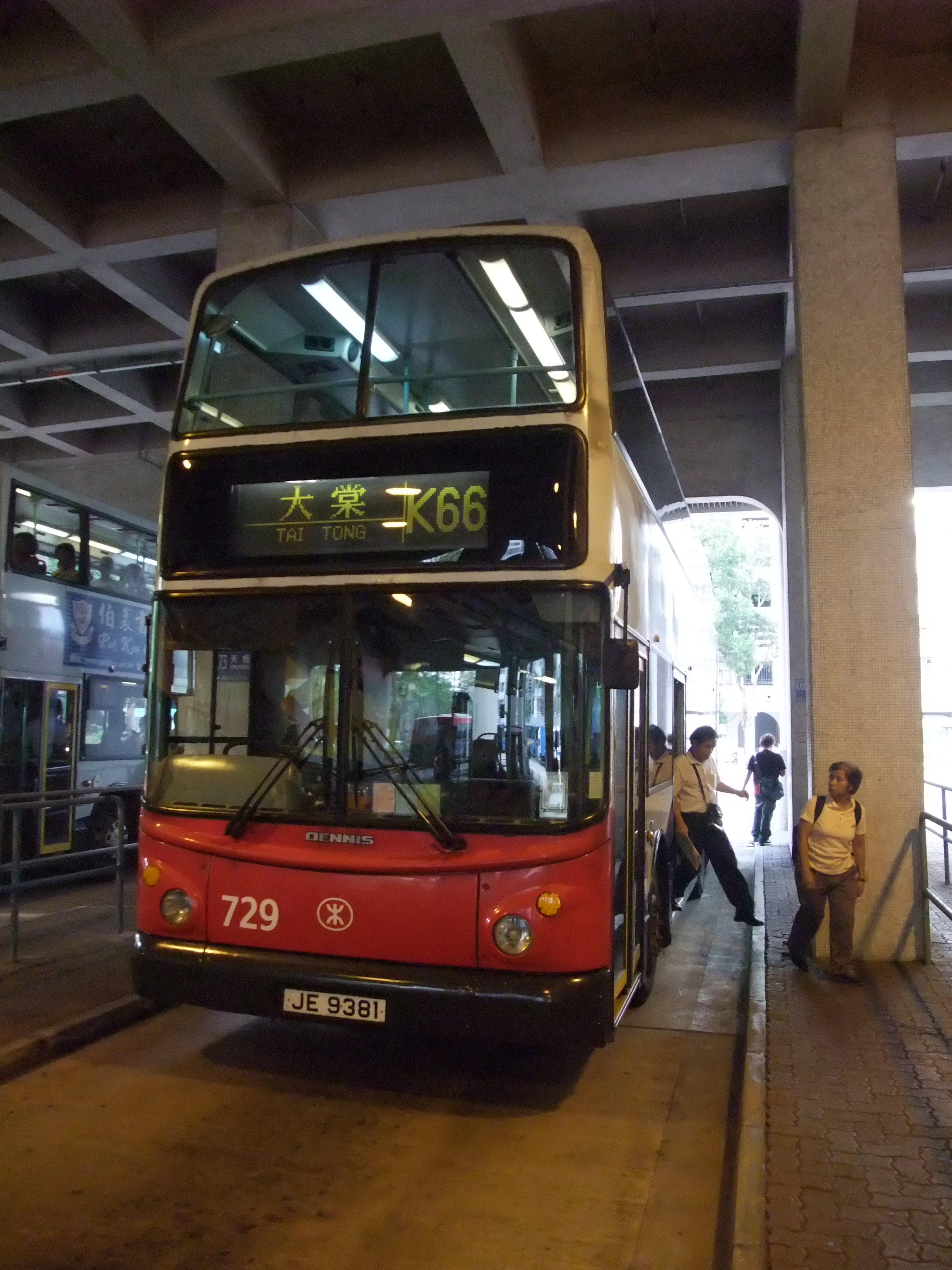
港鐵巴士的丹尼士三叉戟，行走K66綫

九廣鐵路公司在2000年購買22部11.3米版本，配備歐盟二型引擎及Voith DIWA864.3四前速波箱的此類型巴士（601-622），主要行駛接駁西鐵（今港鐵西鐵綫）路線如K58、506、K51、K73等；而為了改善服務質素，於2004年底至2005年期間從新世界第一巴士購入了47部10.6米（701-747，配亞歷山大車身，歐盟二型引擎及Voith DIWA863.3波箱）及6部11.3米版本，配備歐盟二型引擎及Voith DIWA863.3波箱的此類型巴士（748-753），取代年事已高的都城嘉慕兩軸非空調雙層巴士。該53輛巴士投入服務初期，其中9部10.6米巴士（713-718、741-742、745）行駛接駁東鐵路線，其餘（701-712、719-740、743-744、746-753）則行駛接駁西鐵路線。
九鐵公司的巴士在兩鐵合併後租予港鐵公司，營辦行走西鐵綫的港鐵巴士及東鐵綫的港鐵接駁巴士。九龍南綫通車後，所有原行駛接駁東鐵綫的路線的丹尼士三叉戟巴士全數改為行駛接駁西鐵綫的路線。
其中13部從新世界第一巴士購入的二手車於2015年3月開始在牌照到期後自然退役，以騰出配額讓11.3米亞歷山大丹尼士Enviro 500 MMC出牌投入服務，退役時車齡僅16年比正常早了一年；隨港鐵已於2014年訂購11.3米富豪B9TL以取代此車型（包括其餘從新世界第一巴士購入的二手車）；此車型已於2017年12月2日全數退役。

### 冠忠巴士
冠忠巴士並於2013年6月向城巴購入8輛前城巴機場豪華巴士車輛，車隊編號為2148、2151、2153、2154、2156、2158、2159以及2161，該批車於城巴車廠內進行改裝。現時有關改裝工作已經完成，已分2批移交。此批車輛平日行走員工接送路線，假日則支援嶼巴B2X線；
其中1輛（前2154）的車牌被更換為SM4197。
由於該8輛巴士因年事已高，已於2015年8月全數退役。

### 新大嶼山巴士
新大嶼山巴士並於2013年12月向城巴購入2輛前城巴機場豪華巴士，車隊編號為2118及2120，該批車於2014年3月初移交，車隊編號為DN4（2118）及DN5（2120）；初期因受行車證限制，故其主要行走38線。其後嶼巴已為該兩車補交牌費，並調往行走B2P線；該2輛巴士已於2016年1月全數退役。

## 新加坡

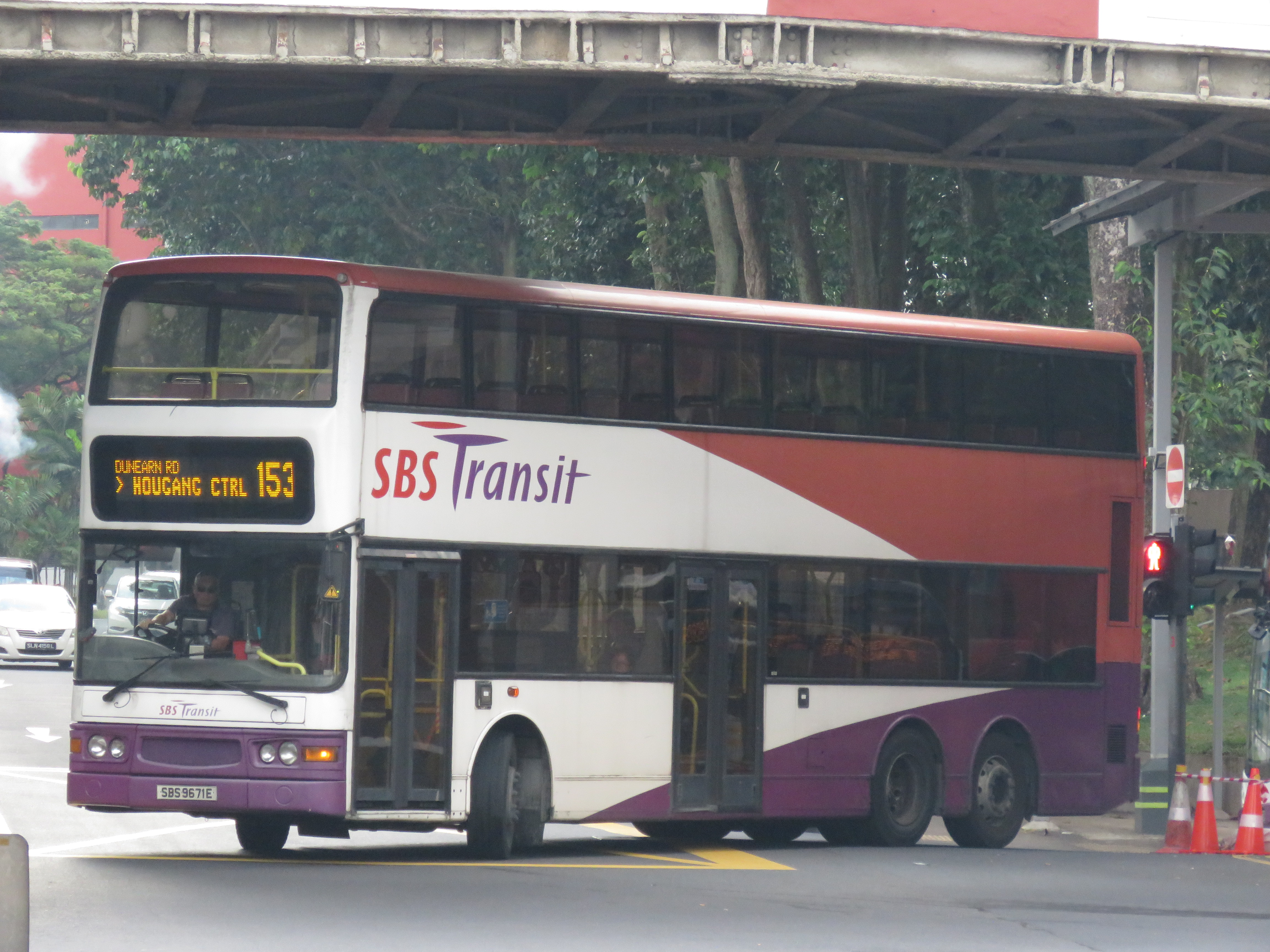
新捷運的丹尼士三叉戟，行走153號線

新加坡巴士公司早於1998年訂購20部配都普DM5000車身的3軸版丹尼士三叉戟，但由於丹尼士車廠要應付來自香港的大量訂單，因此巴士延遲至2000年才開始陸續付運。全數20部巴士於2001年投入服務，車牌為SBS9671E至9690A，中門並採用向外伸延打開。車尾不設路線牌箱亦不設尾窗，完全密封。此車型已於2018年11月中全數退役，由猛獅A95取代。

## 北美洲
加拿大的BC Transit於2000年引入11輛丹尼士三叉戟三型巴士，不過其中1輛於付運期間損毀，因此只有10輛投入服務，車隊編號為9001-9010。其後於2002年再引入19輛丹尼士三叉戟三型巴士，車隊編號為9021-9039。全數採用都普DM5000車身、康明斯ISM 330匹引擎、Voith DIWA864.3E四前速自動波箱及Lazzerini無頭枕座椅。車長12米，上層設有55個座位，下層設有28個座位及兩個輪椅停放區，現時於卑詩省首府維多利亞服務，主要行走4、14、26、50、61、65、70、71、72等路線。
隨著車齡漸高，首批於2000年投入服務的三叉戟巴士（9001-9010）已於2021年首季退役，由新購入的亞歷山大丹尼士Enviro 500 MMC取代。9001於2020年11月噴上舊塗裝，並將於退役後到美國一間巴士博物館收藏。

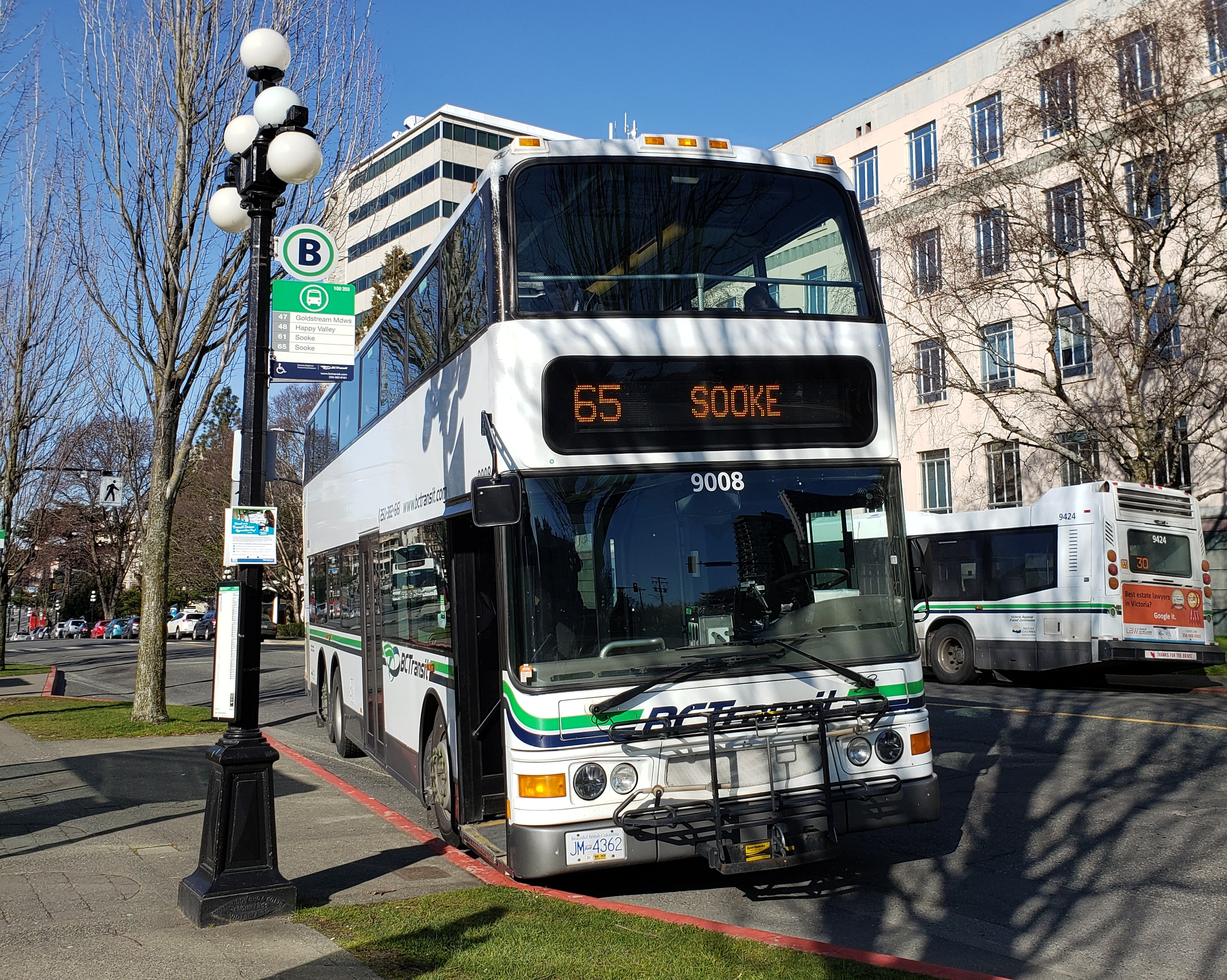
BC Transit 2000年批次的丹尼士三叉戟巴士

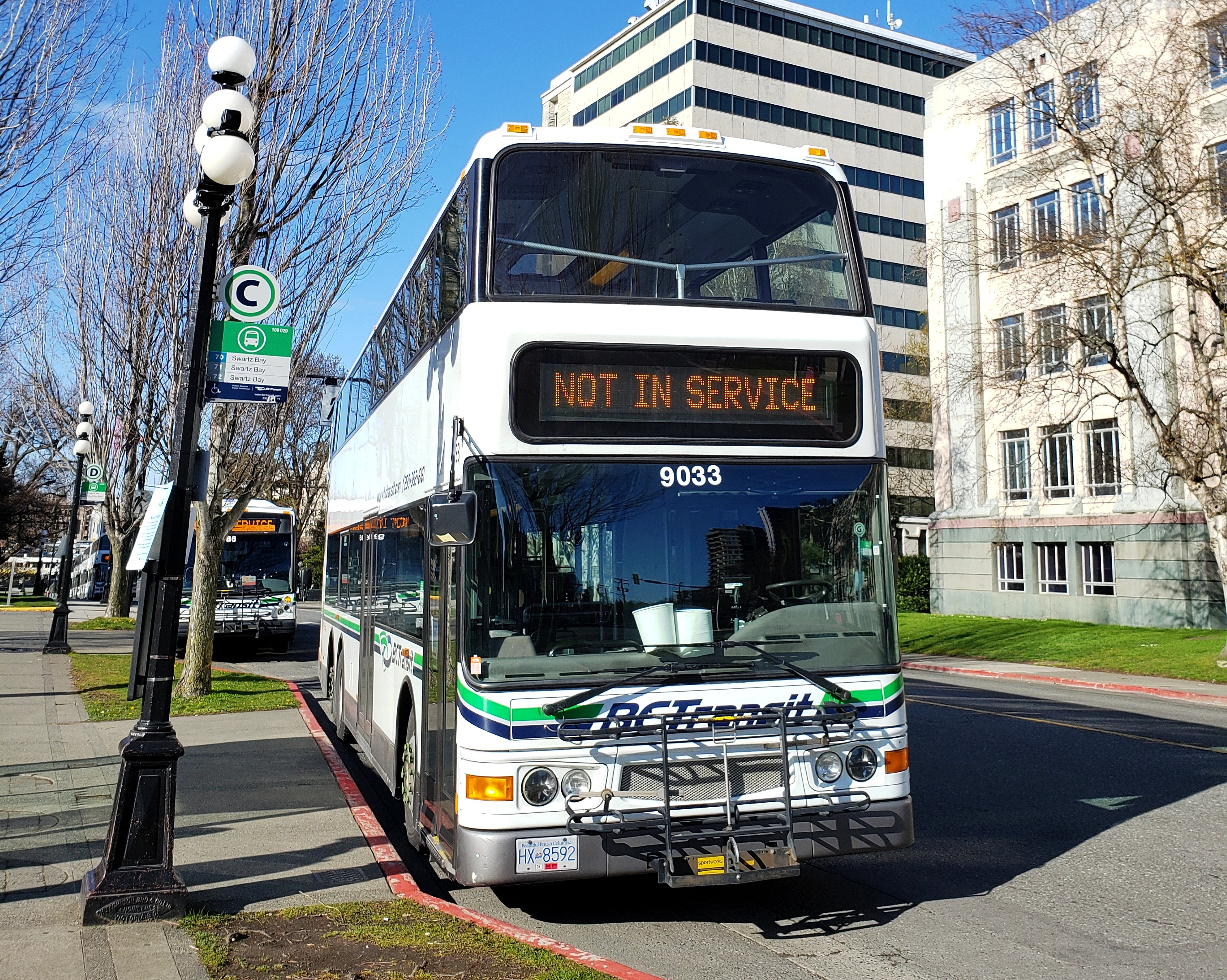
Bc Transit 2002年批次的丹尼士三叉戟巴士

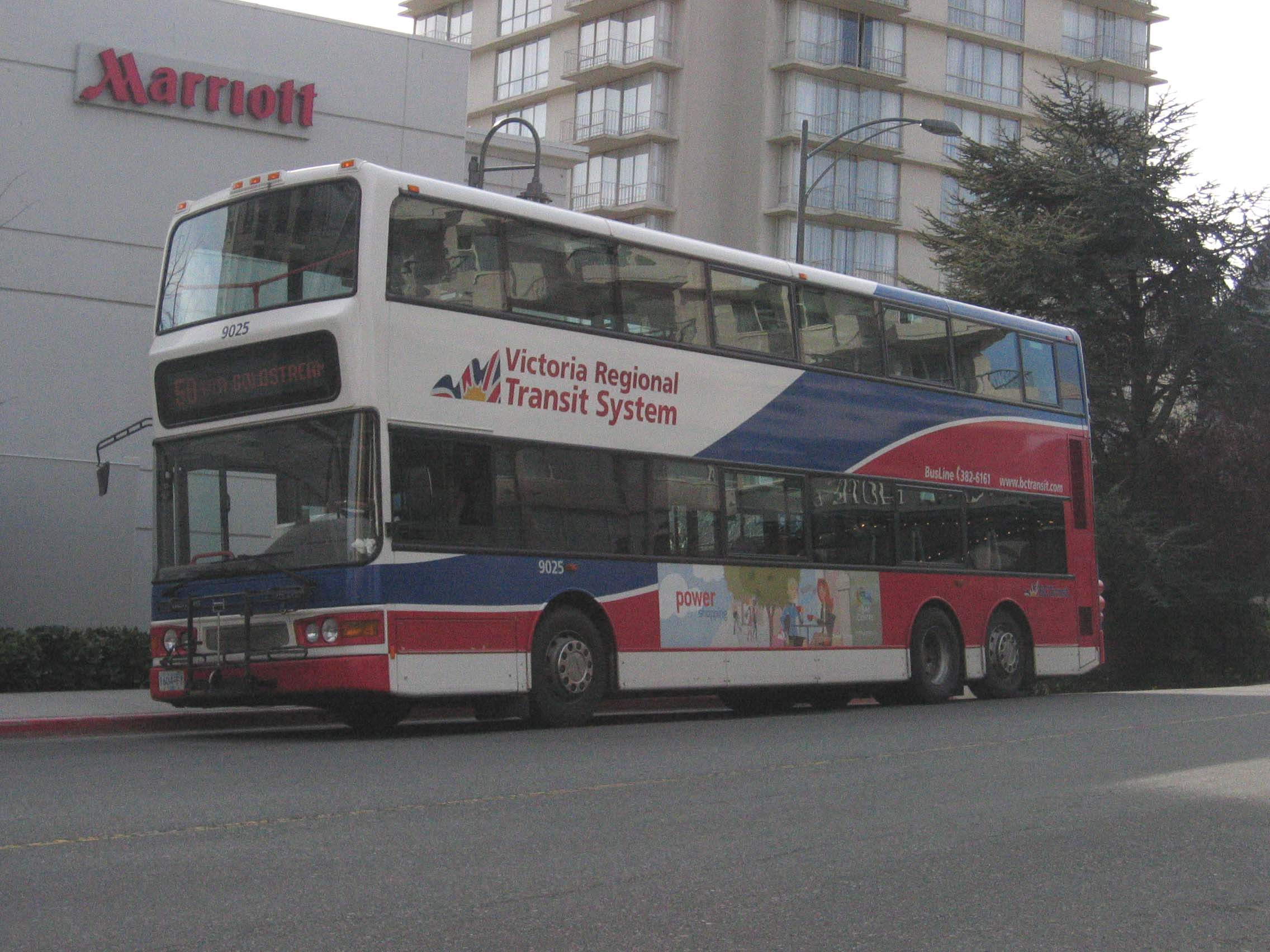
加拿大BC Transit的丹尼士三叉戟

美國的錦倫旅運則於2001年引入共40輛丹尼士三叉戟三型開篷巴士。

## 進一步發展
開發三叉戟型底盤的丹尼士車廠於1998年被英國Mayflower集團收購，為三叉戟系列供應車身的亞歷山大車身廠也於2000年被Mayflower集團收購，Mayflower集團因此同時具有三叉戟底盤及其車身製造的能力，並發揮丹尼士車廠與亞歷山大車身廠的互補關係，以三叉戟三型底盤為基礎大幅改良，配上新設計的2.55米寬車身成為Enviro 500雙層巴士。由於Mayflower集團與Henly集團於2001年合併為TransBus，於是在2002年推出的新成品雙層巴士便以「TransBus Enviro 500」為名推出市場，直至2004年TransBus改組為亞歷山大丹尼士後再改稱為亞歷山大丹尼士Enviro 500。
三叉戟三型底盤於2002年停產，由Enviro 500雙層巴士取代。

### 同廠車型
- 丹尼士巨龍
- 亞歷山大丹尼士Enviro 500
- 亞歷山大丹尼士Enviro 500 MMC

### 主要競爭車型
- 猛獅24.350
- 猛獅24.310
- Neoplan Centroliner
- 斯堪尼亞K94UB
- 富豪超級奧林匹克

## 外部連結
- 香港巴士大典上的相关条目：丹尼士三叉戟